# Década Infame
La Década Infame fue un período de la historia de la Argentina que comenzó el 6 de septiembre de 1930 con el golpe de Estado cívico-militar que derrocó al presidente radical Hipólito Yrigoyen, y finalizó el 4 de junio de 1943 con el golpe de Estado militar que derrocó al presidente conservador Ramón Castillo.
El nombre le fue dado por el periodista José Luis Torres, y ha sido ampliamente utilizado para denominar al período en la historiografía cercana tanto al radicalismo, como al peronismo, y el socialismo. La etapa también ha sido denominada como "restauración neoconservadora", período de "restauración política” o "restauración conservadora”, "segunda república conservadora” y "la República imposible" (1930-1945).
El período comienza con una dictadura cívico-militar "provisional" al mando del general José Félix Uriburu (1930-1932); su pretendida «legalidad» fue avalada por la Corte Suprema. Durante su corto mandato, Uriburu y algunos de sus ministros, admiradores del fascismo, pretendieron fundar un régimen corporativista, fracasando en su intento frente a la resistencia de los conservadores. Lo sucedió el general –de origen radical– Agustín P. Justo (1932-1938), elegido en unas elecciones de dudosa legitimidad por una alianza denominada la Concordancia, formada por conservadores, radicales antipersonalistas, y socialistas independientes. En 1938, Justo fue sucedido, tras unas elecciones claramente amañadas, por el radical Roberto Marcelino Ortiz (1938-1942), quien falleció y fue sucedido por su vicepresidente, el conservador Ramón S. Castillo (1942-1943). Este último fue derrocado por la llamada "Revolución del 43".     
Durante este período, los gobiernos buscaron impedir que la Unión Cívica Radical pudiera volver al gobierno mediante proscripciones y fraude electoral. Frente a la crisis del sistema mundial de libre comercio en 1930, Argentina negoció el controvertido pacto Roca-Runciman con el Reino Unido, que garantizó la continuidad de las exportaciones de carne a cambio de importantes concesiones económicas de parte de la Argentina, entre las que se destacó el cuasi-monopolio de las exportaciones para las empresas inglesas, la creación del Banco Central de la República Argentina bajo control de los capitales y bancos británicos, y la concesión de todos los medios de transporte público de la ciudad de Buenos Aires a una empresa mixta denominada Corporación de Transportes de la Ciudad de Buenos Aires. Por otra parte, el aislacionismo comercial de las grandes potencias contribuyó a iniciar el desarrollo industrial vía la sustitución de importaciones. La política económica se volvió estatista, creándose gran cantidad de organismos estatales reguladores (Junta Nacional de Granos, Junta Nacional de Carnes, etc.) y empresas públicas (Fabricaciones Militares, Altos Hornos Zapla, etc.). En esas condiciones crecieron notablemente el sector industrial y la clase obrera, alimentada por una migración masiva del campo a la ciudad y de las provincias hacia Buenos Aires. En 1943 las exportaciones industriales superaron a las exportaciones agropecuarias por primera vez en la historia argentina.

## Antecedentes
La Argentina, nacida en 1810, atravesó sus primeros 70 años de vida sumida en continuas guerras civiles, a través de las cuales se forjaron las bases de la Argentina moderna: una organización política federal; un sistema económico basado en la exportación de materias primas –primeramente lana y luego carne y granos– y la importación de productos manufacturados; un sistema de servicios públicos y comercio de capitales europeos, principalmente británicos; y un modelo cultural en que coexistían una Iglesia Católica influyente y un laicismo apoyado en la influencia europea, especialmente francesa. El sistema político se cristalizó a partir de 1880 en un régimen conservador, que presenció un acelerado crecimiento económico y promovió quejas por el escaso desarrollo de las libertades políticas.

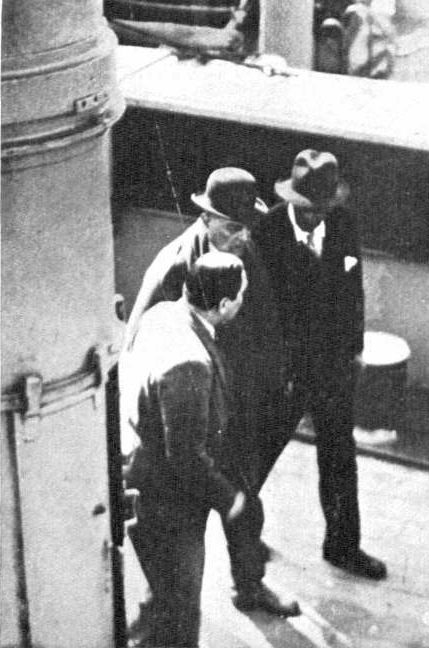
Hipólito Yrigoyen es trasladado a la isla Martín García.

El sistema conservador entró en una serie de crisis sucesivas a principios del siglo XX, que desembocaron en la sanción de la reforma electoral, que permitía la participación de las mayorías. Contra lo que sus promotores esperaban, la reforma llevó al gobierno a la Unión Cívica Radical, bajo el liderazgo del presidente Hipólito Yrigoyen; este llevó adelante algunas reformas económicas y sociales, que de todos modos no cuestionaban el modelo agroexportador. El sector conservador y varios grupos dentro del mismo Partido Radical se opusieron a esas reformas, frenando muchas de ellas en el Congreso de la Nación Argentina, donde el radicalismo nunca tuvo mayoría.
El sucesor de Yrigoyen fue Marcelo T. de Alvear, que se apartó de la conducción yrigoyenista y se apoyó en la vertiente "antipersonalista" de la UCR; su gobierno llevó adelante varias obras públicas y se vio favorecido por la bonanza económica mundial. En 1928 fue nuevamente elegido presidente Yrigoyen, que se rodeó de grupos jóvenes y reformistas, que esperaban llevar adelante una política mucho más audaz en lo económico y social. La Gran Depresión y la feroz oposición tanto de los conservadores como de los antipersonalistas frustraron esos intentos.
A fines de la década aparecieron varios periódicos de inspiración fascista, aunque más ligados ideológicamente a la dictadura de Primo de Rivera en España que a la Italia fascista. Grupos de choque organizados por empresarios, tales como la Liga Patriótica, actuaron durante la década de 1920, principalmente como fuerza de choque contra los sindicatos. Varios altos oficiales organizaron Logias militares, en un principio para sustraerse a la politización a que los sometía el radicalismo, pero posteriormente para organizar su propia agenda política.
La crisis económica llevó, a principios de 1930, a una convergencia entre la oposición, gran parte del Ejército y los grupos de extrema derecha en la intención de derrocar a Yrigoyen. El presidente, visiblemente envejecido, pretendía controlar cada detalle de la administración, pero no controlaba siquiera las decisiones políticas más generales. La prensa –especialmente los diarios La Prensa y Crítica– apoyaba cualquier iniciativa en contra del gobierno, y se hacía eco de las versiones más absurdas para desgastarlo; por su parte, los nacionalistas tenían cada vez más difusión a través de diarios como Fronda y La Nueva República.
En el mes de agosto de 1930, la opinión pública ya sabía que se estaba gestando un golpe de Estado; Yrigoyen rechazaba esa posibilidad, pero incluso estaba claro quiénes eran los jefes: los generales José Félix Uriburu –inspector general del Ejército que había sido desplazado por el presidente– y Agustín Pedro Justo, exministro de Guerra de la Nación. Fuera de estos dos, el golpismo contaba con la promesa de apoyo de oficiales de bajo rango y unos pocos coroneles. Ante el desorden imperante de los oficiales golpistas, Justo se limitó a apoyar críticamente. En los primeros días de septiembre, estudiantes y líderes socialistas coparon la vía pública, reclamando la renuncia de Yrigoyen para evitar el golpe de Estado; el gobierno garantizó la libertad de prensa y de reunión, con lo que facilitó los planes de sus enemigos. El presidente estaba de licencia, y el vicepresidente Enrique Martínez, que conspiraba contra él, no acertaba a tomar ninguna decisión; el único decreto que alcanzó a firmar fue una medida de censura contra la prensa opositora, que llegó demasiado tarde.

## Dictadura de José Félix Uriburu (1930-1932)

### Contexto en el cual se produce el golpe de 1930
La crisis económica mundial de 1929 llamada Gran Depresión tuvo un profundo impacto en la Argentina. Afectó primero económicamente ya que el 80% de los ingresos fiscales en Argentina provenían del comercio exterior. La crisis creó una situación de tensión social, con bajas de sueldo, aumento del desempleo; es decir, una contracción de la economía. Y esto generó también, en el plano político, un contexto en el cual se produce el golpe de 1930. La Crisis de 1929 fue un factor que creó una situación de tensión, de malestar sobre la economía, en términos sociales y de preocupación e incertidumbre en los sectores económicos dominantes y esto contribuyó a crear este clima. En América Latina en general hubo una crisis de sistemas democráticos prácticamente en toda la región.
Por otra parte, la enseñanzas sociales de la Iglesia católica de la época estaban basadas en la encíclica Rerum Novarum de 1891, que versaba sobre las condiciones de las clases trabajadoras, dejaba patente su apoyo al derecho laboral de «formar uniones o sindicatos», reafirmaba en su apoyo al derecho de la propiedad privada y discutía sobre las relaciones entre el gobierno, las empresas, los trabajadores y la Iglesia, proponiendo una organización socioeconómica que más tarde se llamaría corporativismo. Recién a partir de 1931 el Papa Pío XI condenó al fascismo y propuso llevar a la práctica los principios de la recta razón y de la filosofía socialcristiana.
Las posturas nacionalistas surgidas por imitación de lo ocurrido en Italia con Benito Mussolini, que apoyaban la implantación de un corporativismo, provocaron la división del Partido Popular y su disolución. Fue entonces cuando los nacionalistas católicos apoyaron al semanario La Nueva República, opositor al gobierno radical de Hipólito Yrigoyen que, en plena Gran Depresión mundial de 1929, fue muy criticado por una serie de intervenciones a provincias por decreto y asesinatos de opositores, entre ellos el del senador Lencinas, que produjeron el debilitamiento de la democracia y desencadenaron el golpe militar dirigido por el general José Félix Uriburu.

### El golpe del 6 de septiembre de 1930 y el gobierno militar

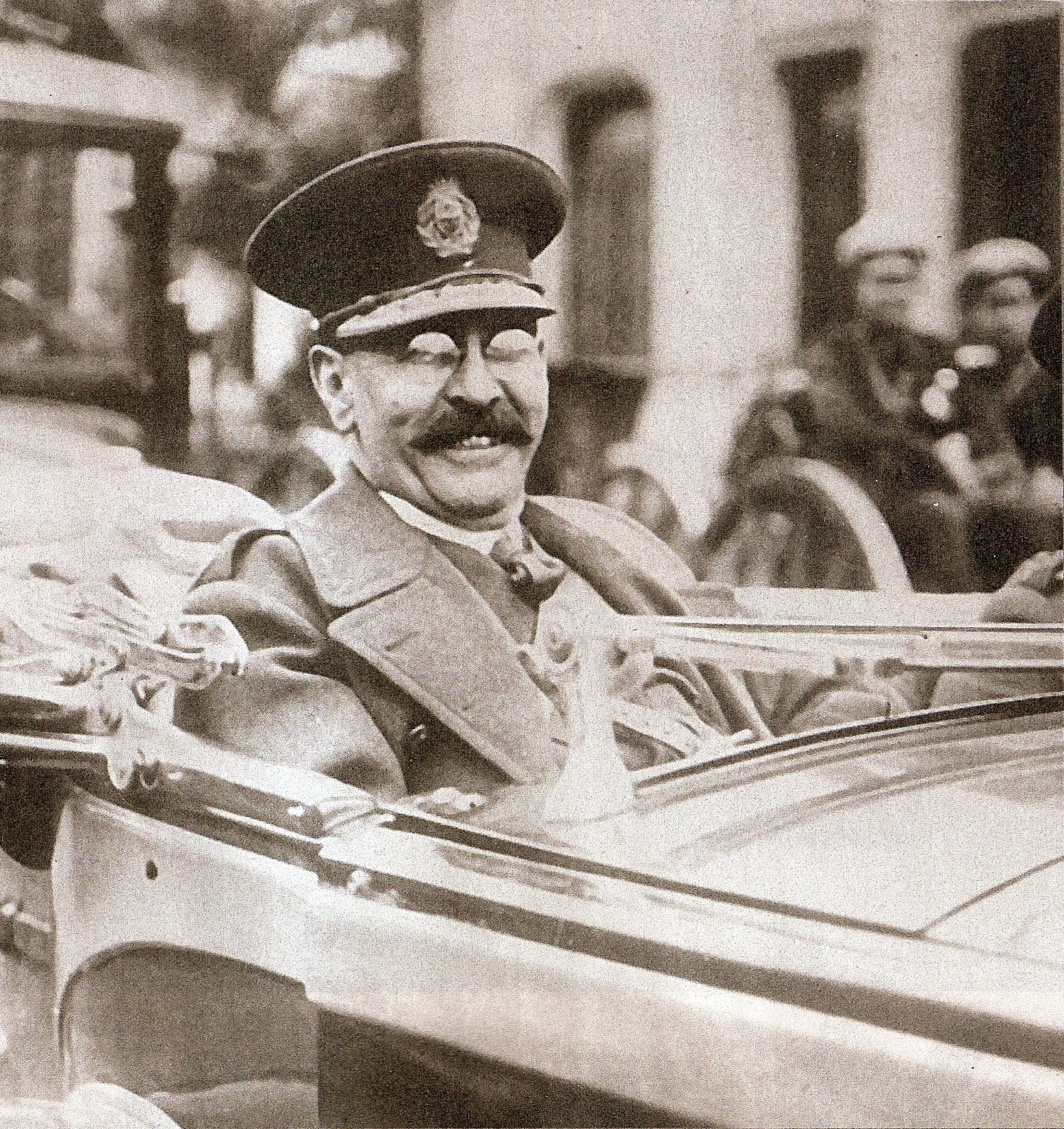
El General José Félix Uriburu inició la serie de golpes de Estado en Argentina y dictaduras militares que se extenderían hasta 1983.

En la mañana del 6 de septiembre, Uriburu se puso al frente de las tropas y oficiales del Colegio Militar de la Nación y marchó sobre el centro de Buenos Aires. Las tropas a sus órdenes eran apenas 2000 soldados y cadetes, pero a medida que avanzaba se le fueron reuniendo gran cantidad de civiles; no encontró resistencia hasta llegar frente al Congreso, donde un tiroteo dispersó la columna. Acompañado por unos pocos oficiales, siguió camino hasta la Casa Rosada, donde forzó la renuncia del vicepresidente. Yrigoyen huyó a La Plata, donde entregó su renuncia al comandante de un regimiento. Fue arrestado, recluido en la isla Martín García, y su casa fue saqueada.
Uriburu se nombró a sí mismo presidente provisional y lanzó una proclama, redactada por Leopoldo Lugones y corregida por el coronel José María Sarobe. Decretó la disolución del Congreso y asumió el poder legislativo junto al ejecutivo; también decretó la intervención federal de todas las provincias, con dos excepciones: Entre Ríos y San Luis, únicas provincias gobernadas por conservadores. Su gabinete de ministros estaba formado por miembros del viejo Partido Conservador, la mayoría de ellos con experiencia como funcionarios, pero alejados de la función pública desde la asunción de Yrigoyen, hacía catorce años.
Muy pocos fueron los que se opusieron; apenas algunos estudiantes y el decano de la Facultad de Derecho, el socialista Alfredo Palacios, que renunció a su cargo. Por su parte, tanto el disperso Partido Conservador como el Partido Demócrata Progresista y el Partido Socialista Independiente reconocieron de inmediato al dictador.
El expresidente Marcelo T. de Alvear, quien residía en Francia al momento del golpe de Estado, apoyó al mismo en un primer momento, como consecuencia también de la situación que le pintaron sus correligionarios –en mayoría antipersonalistas– que le nublaron el juicio, al describirle una situación mucho más caótica de lo que realmente era.
La Corte Suprema se negó a rechazar al gobierno provisional ante el pedido de varios dirigentes radicales; por el contrario, el 10 de septiembre firmó una acordada que reconociendo la existencia de "un gobierno de facto, cuyo título no puede ser judicialmente discutido con éxito por las personas en cuanto ejercita la función administrativa y política derivada de su posesión de la fuerza como resorte de orden y seguridad social". Esta decisión dio origen a la doctrina de los gobiernos de facto.

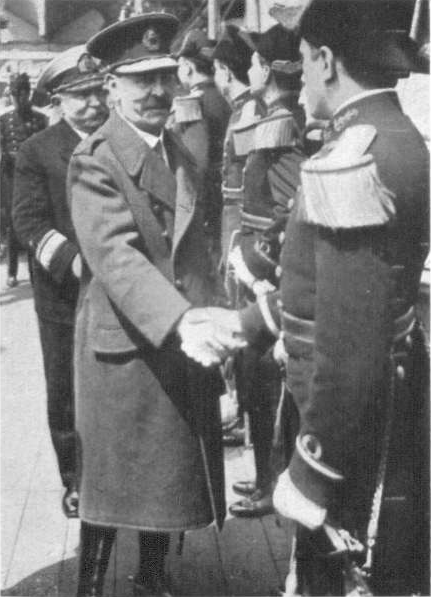
Félix Uriburu saludando a un oficial del crucero "Buenos Aires" en traje de gala, que se encuentra sobre la cubierta para recibir al presidente de facto. 4/10/1930.

### Gobierno de Uriburu
Uriburu representó en aquel momento ante todo un nacionalismo católico neocorporativista. El proyecto de constitución neocorporativa que tenía Uriburu y sus aliados era un sistema neocorporativo mixto. Querían que hubiera una cámara corporativa, por ejemplo, con representación de sindicatos, empresarios y otra cámara con representación política. Ideológicamente era tributario del nacionalismo católico, que desde los años ’20 venía creciendo en Argentina.
Centenares de dirigentes radicales fueron arrestados, y algunos de ellos enviados a la cárcel de Ushuaia. La dictadura prohibió todo tipo de manifestación pública y decretó la ley marcial para cualquiera que fuera sorprendido incurriendo en cualquier delito, incluso delitos ordinarios. También fueron prohibidas las huelgas, que pasaron a ser consideradas delitos graves.
El plan económico del gobierno provisional frente a la Depresión era, en realidad, continuación del de Yrigoyen: así como éste había decretado la inconvertibilidad del peso, Uriburu decretó el control de cambios para evitar la salida del oro que aún permanecía en las arcas del estado. Estableció un estricto cuadro de prioridades para el gasto público, con la intención de no entrar en cesación de pagos de la deuda externa. Además debió hacer frente a retrasos de pagos a los empleados públicos en que había incurrido el gobierno, para lo cual se crearon nuevos impuestos a las transacciones, a los réditos y a la nafta, y se aumentaron las tasas de los servicios públicos prestados por el Estado.
El Banco de la Nación Argentina otorgó créditos a los productores de maíz para que retuvieran sus cosechas, ya que la tendencia a venderla cuanto antes deprimía los precios. Todas las obras públicas quedaron congeladas, con la sola excepción de los elevadores de granos, que fueron concesionados a la Asociación de Cooperativas Argentinas (ACA), que también fue favorecida en la competencia contra las empresas exportadoras en la comercialización de granos al exterior; estas medidas evitaron que la caída de los precios –muy importante desde el estallido de la crisis– fuera aún más pronunciada. En cambio no logró obligar a las empresas ferroviarias a bajar las tarifas para el transporte de granos.

### Ensayo corporativo
Uriburu juró respetar la Constitución Nacional y la Ley Sáenz Peña, y en su discurso invitó a la población a corregir los "abusos" del yrigoyenismo a través de las urnas. Pero ese discurso se debía al apoyo que había necesitado del sector "liberal" dirigido por Justo y Sarobe. Con el paso de los días, volvió a sus ideales autoritarios y corporativistas en sus discursos y en el nombramiento de autoridades. Aspiraba a reemplazar la Constitución y el sistema democrático por otro, completamente distinto, en que no fuera el voto individual el que decidiera el rumbo político, sino la opinión de corporaciones, en particular las corporaciones patronales y las asociaciones profesionales, dejando al movimiento sindical como un actor menor, que además debía ser sometido a una «limpieza ideológica». Los discursos mencionaban continuamente la necesidad de restaurar el orden, la propiedad y las jerarquías. Sin embargo, a diferencia de los fascismos europeos, la derecha argentina consideraba que la clave del sistema político propuesto era el Ejército, y no organizaciones paramilitares.
El dictador propuso la fundación de un Partido Nacional, al que deberían adherirse los demás partidos, aunque estaban excluidos el radicalismo yrigoyenista y posiblemente el Partido Socialista. La invitación fue rechazada por todos, salvo algunos grupos conservadores. Uriburu se había adelantado a convocar a elecciones para gobernador de Buenos Aires, confiando en presentar una candidatura única del Partido Nacional frente a los radicales; cuando su proyecto fracasó, no pudo retractarse. En el mes de abril de 1931 se celebraron las elecciones bonaerenses, con un resultado imprevisto: aunque el gobierno consideraba al radicalismo "fuera de la historia", y aun cuando éste no realizó campaña electoral, ni tuvo apoyo de la prensa, el candidato radical Honorio Pueyrredón consiguió el triunfo electoral. Pese a que en el Colegio Electoral el radicalismo no tenía mayoría propia y debía negociar con los socialistas para alzarse con la gobernación, el gobierno entró en pánico y la mayoría de los ministros presentó la renuncia. Uriburu reorganizó el gabinete con una mayoría de ministros del sector "liberal". El 8 de mayo suspendió el llamado al colegio electoral provincial, y nombró gobernador de facto de la provincia de Buenos Aires a Manuel Ramón Alvarado.
Pocas semanas más tarde estalló una revolución en la provincia de Corrientes, dirigida por el teniente coronel Gregorio Pomar; aunque fue rápidamente reprimida, dio a Uriburu la excusa que buscaba: clausuró todos los locales de la UCR, arrestó a docenas de dirigentes y prohibió a los colegios electorales elegir políticos vinculados directa o indirectamente con Yrigoyen; Pueyrredón había sido ministro de Yrigoyen, lo que significaba que no podía ser elegido, pero además fue expulsado del país junto con Alvear. Además suspendió las elecciones de gobernadores planeadas para las provincias de Córdoba y Santa Fe. En el mes de septiembre llamó a elecciones para el mes de noviembre, y poco después anuló las elecciones en Buenos Aires.
El experimento corporativista había fracasado, pero aun así, horas antes de entregar el gobierno a su sucesor, Uriburu declararía que "el voto secreto es precisamente lo que ha permitido el desenfreno demagógico que hemos padecido."

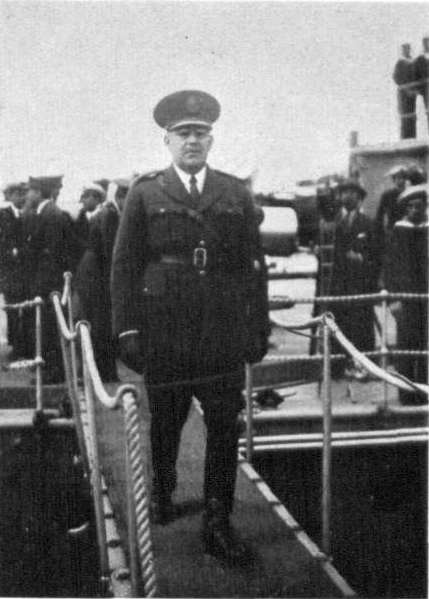
Agustín Justo llegando al crucero "Buenos Aires" para acompañar al presidente (de facto) José Félix Uriburu en su visita al buque. 4/10/1930.

### La Concordancia
Desde la disolución del Partido Autonomista Nacional, unos 25 años antes, los conservadores no tenían un partido nacional, sino que eran una alianza tácita entre partidos provinciales. Ya desde los días posteriores al golpe de Estado habían comenzado reuniones entre los partidos antiyrigoyenistas, que llevaron a la formación de una Federación Nacional Democrática, de la que formaron parte los partidos conservadores de todas las provincias, junto con la Unión Cívica Radical Antipersonalista y el Partido Socialista Independiente. Uriburu había tratado de forzar la reunión de un Partido Nacional, que englobara también a los demócrata progresistas, pero su jefe, Lisandro de la Torre ya estaba enfrentado con la dictadura, a pesar de que inicialmente la había apoyado.
La derrota frente al radicalismo llevó a los conservadores a la formación de un partido unificado, que se formó finalmente con el nombre de Partido Demócrata Nacional; con excepción de una pequeña fracción de la democracia progresista –en la que descollaba el exgobernador de la provincia de Salta, Robustiano Patrón Costas– todos sus miembros pertenecían a los partidos conservadores: entre ellos Julio Argentino Roca (hijo) y Guillermo Rothe del Partido Demócrata de Córdoba, Manuel Fresco y Rodolfo Moreno del poderoso Partido Conservador de Buenos Aires, Ricardo Videla y Gilberto Suárez Lago del Partido Liberal de Mendoza, entre muchos otros. La UCR antipersonalista y el socialismo independiente no aceptaron formar parte del mismo partido, pero en cambio formaron con este una alianza llamada Concordancia.
Todos estuvieron de acuerdo en llevar como candidato a la presidencia al general Justo; los socialistas independientes y los antipersonalistas pretendieron nombrar un compañero de fórmula no conservador, pero el PDN logró imponer la candidatura del hijo del general Roca. Esta negativa de los conservadores llevó a la UCR de Entre Ríos (Antipersonalista) a llevar como candidato a Francisco Barroetaveña. Por su parte, el Partido Demócrata Progresista y el Partido Socialista se presentaron como "Alianza Civil", llevando como candidatos a Lisandro de la Torre - Nicolás Repetto. El radicalismo no estaba prohibido, en sentido estricto, pero sí tenía prohibido presentar candidatos que hubieran ejercido cualquier cargo en las presidencias de Yrigoyen, lo que les vedaba las candidaturas conocidas; de modo que el Comité Nacional del radicalismo anunció la abstención electoral.
Las elecciones del 8 de noviembre de 1931 estuvieron viciadas de fraude electoral en las provincias de Buenos Aires y Mendoza, pero en las demás provincias esto no fue necesario: con solo dos excepciones –Entre Ríos y Santa Fe– triunfó ampliamente gracias a la proscripción del radicalismo. Justo obtuvo 607 765 votos (237 electores); en Capital Federal y Santa Fe, los votantes radicales apoyaron respectivamente al socialismo y la democracia progresista, de modo que De la Torre consiguió 436 125 votos (122 electores), mientras Barroetaveña obtenía 156 904 votos (12 electores).
Los gobiernos provinciales quedaron en manos de los conservadores, con excepción de Santiago del Estero, donde el radicalismo se unió e impuso a Juan Bautista Castro; Entre Ríos, donde el radical antipersonalista Luis Etchevehere retuvo el gobierno provincial para su partido; y Santa Fe, donde fue elegido el demoprogresista Luciano Molinas.

## Gobierno de Agustín Pedro Justo (1932-1938)

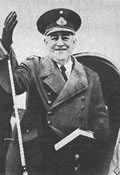
El gobierno del General Agustín P. Justo se caracterizó por el fraude electoral, la represión, y los escándalos por los actos de corrupción en favor de las empresas británicas.

Luego del fracaso del ensayo neocorporativista nacionalista católico de José Félix Uriburu gobernó la Argentina una alianza política que se denominó la "Concordancia", formada entre el Partido Demócrata Nacional (también conocido simplemente como Partido Conservador), la Unión Cívica Radical Antipersonalista y el Partido Socialista Independiente. Esta alianza gobernó el país entre 1932 y 1943, a través de los presidentes Agustín P. Justo (1932-1938), Roberto M. Ortiz (1938-1940) y Ramón Castillo, que debió completar el período por muerte del presidente Ortiz (1940-1943).
Agustín P. Justo asumió como presidente el 20 de febrero de 1932. Además de la convulsión política debida al golpe debió hacer frente a los resultados de la Gran Depresión, que había acabado con el superávit comercial y terminado con las ventajas comparativas del intercambio comercial por el cierre de mercados donde se colocaban los productos exportables del país.

### Revoluciones radicales
Durante su mandato, la oposición radical, que había declarado la abstención electoral ante la ilegitimidad del régimen, fue muy marcada. En 1933 se produjeron en Buenos Aires, Corrientes, Entre Ríos y Misiones alzamientos radicales que se saldaron con más de mil detenidos. Yrigoyen, gravemente enfermo, fue devuelto a Buenos Aires y mantenido bajo arresto domiciliario; moriría el 3 de julio, y su entierro en el cementerio de la Recoleta sería ocasión de una manifestación multitudinaria. En diciembre, en ocasión de la reunión de la convención nacional de la UCR, un alzamiento conjunto de militares y políticos se desató en Santa Fe, Rosario y Paso de los Libres. José Benjamín Ábalos, exministro de Yrigoyen, y el coronel Roberto Bosch fueron detenidos por el alzamiento, y los convencionales y dirigentes del partido encarcelados en Martín García. Alvear, antiguo padrino de Justo, se exiliaría, mientras que otros serían retenidos en el penal de Ushuaia.

### La economía y el Pacto Roca-Runciman
El primer ministro de Hacienda de Justo fue Alberto Hueyo; su gestión estuvo marcada por las restricciones a todos los gastos públicos, aunque paralelamente se llevó adelante una política de inversión pública; el área donde las inversiones se hicieron más notables fue el de transportes, donde se creó la Dirección Nacional de Vialidad, a cuyo frente se encontraba el ingeniero Justiniano Allende Posse. La misma, sostenida por un impuesto de dos centavos sobre litro de nafta, construiría la red troncal de rutas nacionales, muchas de las cuales serían pavimentadas.
Entre las medidas tomadas por el gobierno estuvo la unificación de impuestos entre las distintas provincias, y la transferencia de su cobro al Estado nacional, que luego repartía el producido entre los gobiernos provinciales. Se sancionó el primer impuesto a los réditos, como un impuesto de emergencia que quedaría para siempre.
En enero de 1932 había viajado a Londres una comitiva especial, presidida por el vicepresidente Roca y con el agregado de algunos funcionarios de segunda línea, supuestamente para retribuir la visita del Príncipe de Gales a la Argentina, que había ocurrido algún tiempo atrás. En lugar de eso, Roca llevó adelante negociaciones para neutralizar los resultados de la conferencia de Ottawa de 1932, en que el Reino Unido había anunciado medidas tendientes a favorecer la importación procedente de sus colonias y dominios, dañando seriamente a los hacendados argentinos. Roca negoció trabajosamente el Pacto Roca-Runciman durante varias semanas, y terminó aceptando firmarlo en mayo de 1933, bajo las siguientes condiciones: se aseguraba a la Argentina solo un cupo inferior al de sus dominios, de 390 .000 toneladas anuales de carne, a cambio de cuantiosas concesiones para las empresas británicas. El 85% de la exportación debía realizarse a través de frigoríficos británicos –y el 15% restante ya estaba asignado de antemano a dos frigoríficos–, se prohibía al Estado argentino regular las tarifas de los ferrocarriles operados por el Reino Unido, no se fijarían derechos aduaneros sobre el carbón, se daría tratamiento especial a las empresas británicas con inversiones en Argentina, y se reducirían los impuestos a la exportación. No menos problemáticas resultaron las declaraciones del vicepresidente Roca:

La geografía política no siempre logra en nuestros tiempos imponer sus límites territoriales a la actividad de la economía de las naciones. Así ha podido decir un publicista de celosa personalidad que la Argentina, por su interdependencia recíproca es, desde el punto de vista económico, una parte integrante del Imperio Británico.

Las reacciones en la Argentina a la firma del tratado fueron diversas: desde el alborozo de los ganaderos de la Sociedad Rural Argentina hasta las denuncias de los opositores y la renuncia del ministro Hueyo. Éste denunció que el vicepresidente Roca estaba dispuesto a ceder en todo frente al Reino Unido con tal de no perderlo como mercado. Se opuso, en particular, al control del tipo de cambio, ya que este control obligaría a la Argentina a endeudarse, y también se opuso a conceder ventajas aduaneras a Gran Bretaña sin contrapartida. La firma del Pacto Roca-Runciman en mayo de 1933 empeoró las relaciones de Hueyo con el resto del gabinete, hasta que este finalmente renunció en el mes de agosto.

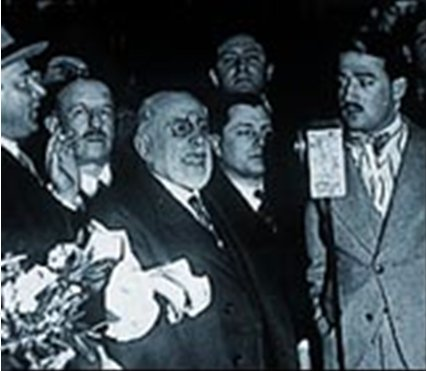
Lisandro de la Torre fue llamado el Fiscal de la Patria por haber expuesto la corrupción y los negociados en beneficio de los intereses británicos durante el «debate de las carnes».

El senador por Santa Fe Lisandro de la Torre, del Partido Demócrata Progresista, fue uno de los principales opositores al tratado y denunció los delitos que, bajo su amparo, estaban cometiendo las empresas frigoríficas inglesas y el gobierno. Logró que el Senado abriera una investigación independiente, y ésta llegó a la conclusión de que se había ocultado documentación acerca de embarques de carnes. De la Torre denunció maniobras fraudulentas y evasión impositiva de los frigoríficos Anglo, Armour y Swift, y además acusó de complicidad al gobierno y aportó pruebas que comprometían a los entonces ministros Luis Duhau, de Agricultura y Ganadería, y Federico Pinedo, de Hacienda. Los dos ministros se vieron obligados a defender su inocencia en el recinto del Senado durante varias semanas, mientras De la Torre se ganaba el apodo de "Fiscal de la Patria". La investigación tendría un desenlace trágico el 23 de julio de 1935, cuando el senador demócrata-progresista Enzo Bordabehere fue asesinado de tres balazos en pleno recinto del Senado por un matón relacionado con el oficialismo, en el intento de asesinar a de la Torre.
El pacto Roca-Runciman fue denunciado unilateralmente en 1936 por el Reino Unido; las tratativas para sostenerlo desembocaron en la firma de otro tratado, el Malbrán-Eden, que fijó fuertes aranceles a la importación de carnes argentinas en Gran Bretaña.

### Política exterior
En 1933 Justo dispuso la reincorporación de la Argentina a la Sociedad de Naciones. El canciller Carlos Saavedra Lamas propuso y logró un Tratado antibélico de no-agresión y conciliación, con el que intentaba detener la escalada bélica que se notaba en Europa.
Frente a la Guerra del Chaco entre Bolivia y Paraguay, el gobierno de Justo a través de su canciller Saavedra Lamas, intentó movilizar a los gobiernos de la región en contra de la doctrina Monroe, promovida por el gobierno de los Estados Unidos. Sus iniciativas llevaron en 1933 a la firma del llamado Pacto antibélico Saavedra Lamas. Luego de arduas y complejas tratativas, el 7 de junio Bolivia y Paraguay suscribieron finalmente dos protocolos dando fin a la guerra, para terminar firmando en 1938 el Tratado de Paz, Amistad y Límites. Por sus gestiones en el conflicto, Saavedra Lamas recibió el Premio Nobel de la Paz en 1936.

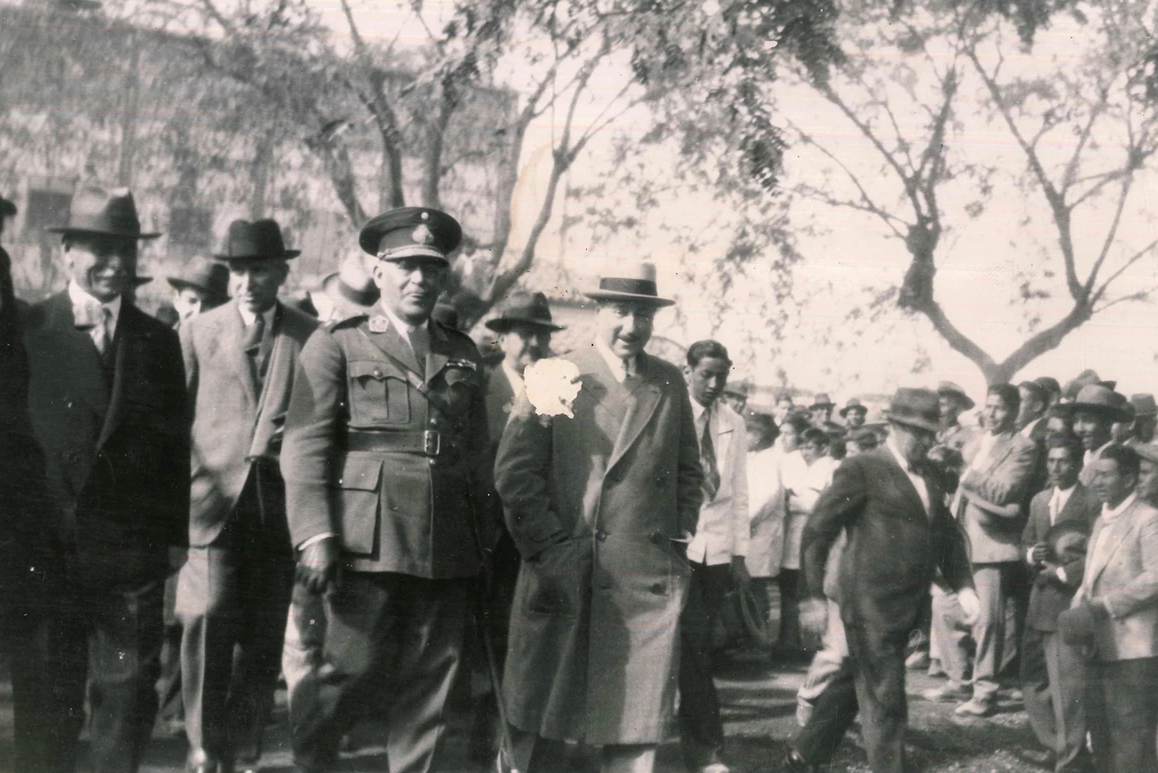
Robustiano Patrón Costas y el presidente de la Nación Agustín Pedro Justo en el Ingenio El Tabacal, 1934.

Estos éxitos en política exterior contrastan con la actitud del propio presidente, que pareció no dar ninguna importancia al frente externo. En cuanto a la guerra del Chaco, tenía una clara preferencia –por intereses económicos personales– en favor del Paraguay, al que llegó a venderle algunas armas. Pero dejó hacer al ministro Saavedra Lamas, y no se opuso a su negociación pacifista. Más tarde, cuando estalló la guerra civil española, ni siquiera hizo un comentario en público.

### Política económica
El sucesor de Hueyo fue el abogado socialista independiente Federico Pinedo, quien marcaría un cambio en la política del gobierno. La intervención gubernamental en la economía se hizo más marcada, creándose la Junta Nacional de Granos, la de Carnes, la del Algodón, la de la Yerba Mate, la Junta Reguladora de Vinos y la de la Industria Lechera. En todos los casos, la política desarrollada estaba orientada a cuidar los intereses de los grandes productores en desmedro de los pequeños.
El gobierno de Justo se caracterizó por iniciar en Argentina la construcción de un Estado intervencionista en la economía. En 1934 se legisló la recaudación centralizada de los impuestos. Se crearon la Dirección Nacional de Vialidad y la  Dirección Nacional de Parques Nacionales.
También dispuso el cierre definitivo de la Caja de Conversión, que hasta 1929 había canjeado papel moneda por oro. Para reemplazarlo como herramienta de control del tipo de cambio, consultó por otras opciones al Banco de Inglaterra, que envió a Buenos Aires a uno de sus directores, Otto Niemeyer. Éste redactó un proyecto para la creación del Banco Central de la República Argentina, que fue aprobado por el Congreso por medio de las leyes 12.155 a 12.160, sancionadas sucesivamente en marzo de 1935; el Banco Central abrió en junio de ese año, dirigido por Raúl Prebisch. Se sancionaron leyes regulando la actividad bancaria y las inversiones.
Se creó la Corporación de Transportes, destinada a proteger los servicios ferroviarios y tranviarios en manos británicas de la competencia de los colectivos.
En 1935 se realizó el primer censo industrial, que fijó en 600 000 la cantidad de trabajadores ocupados en la actividad. Las condiciones ofrecidas para el asentamiento de capitales extranjeros fomentaron la industrialización, sobre todo en las provincias de Buenos Aires y Santa Fe, donde se radicaron alimentarias (Adams, Royal, Suchard, Quaker), de caucho (Firestone), eléctricas (Eveready, Osram, Philco) y textiles (Ducilo, Sudamtex). Las primeras grandes empresas argentinas comienzan a cobrar importancia, como Di Tella, que fabricará electrodomésticos y automóviles.

### Situación política

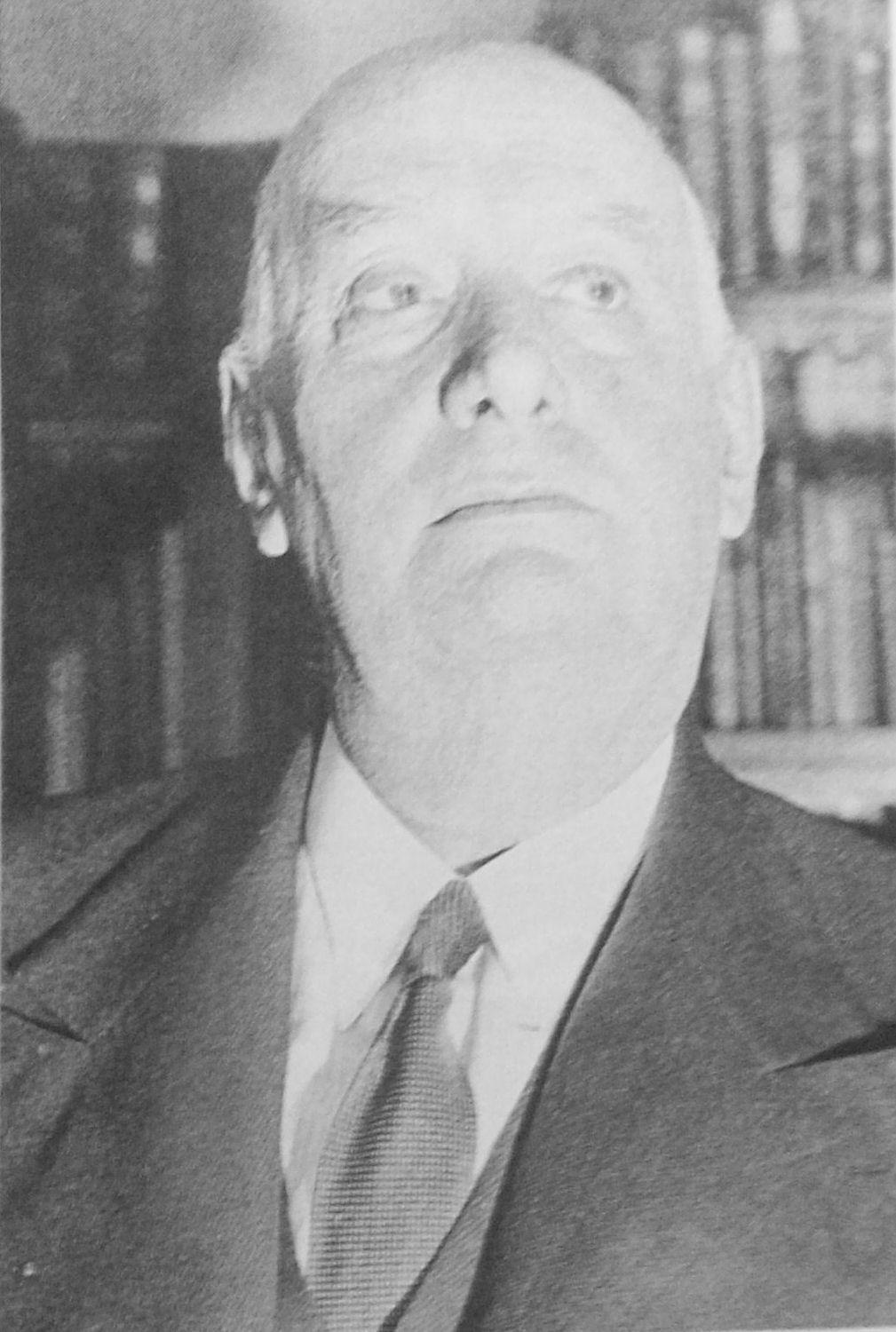
Alvear fue el líder del radicalismo durante la década infame, por ello fue apresado en la isla Martín García.

En 1935 Marcelo T. de Alvear volvió de su exilio llevando al fin de la abstención electoral. La decisión obligaría a la Concordancia a apelar nuevamente al fraude y la represión para evitar la derrota en las urnas.
El 1 de mayo de 1936 la UCR convocó a un acto multitudinario, en el que por primera vez se reunieron todos los partidos de la oposición y el movimiento obrero. Ese mismo año la presión sindical obtuvo la sanción de la Ley 11.729 de contrato de trabajo para el sector servicios.

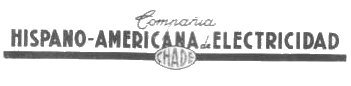
Uno de los hechos de corrupción más sonados del período fue el escándalo de la CHADE (Compañía Hispano-Americana de Electricidad).

Ese mismo año, las divisiones en el seno del radicalismo se acentuaron por influjo del escándalo por la concesión de la Compañía Hispano-Americana de Electricidad (CHADE), que había sido acusada de sobornar a políticos conservadores y radicales para obtener la concesión, incluyendo al entonces ministro de Hacienda y futuro presidente Roberto M. Ortiz.
Alvear representaba el principal obstáculo a la continuación de la Concordancia. La Concordancia le opuso la candidatura del radical antipersonalista Roberto M. Ortiz y el conservador Ramón Castillo. En septiembre se realizaron las elecciones, en las que los incidentes con muertos y heridos, así como la intervención policial contra los fiscales de la oposición, fueron frecuentes; varias provincias estaban intervenidas, entre ellas Catamarca, al frente de la cual Justo había colocado al ultranacionalista y filonazi Gustavo Martínez Zuviría. Las cruciales provincias de Buenos Aires, Santa Fe y Mendoza quedaron en manos de la Concordancia, que finalmente consagró a Ortiz como presidente.

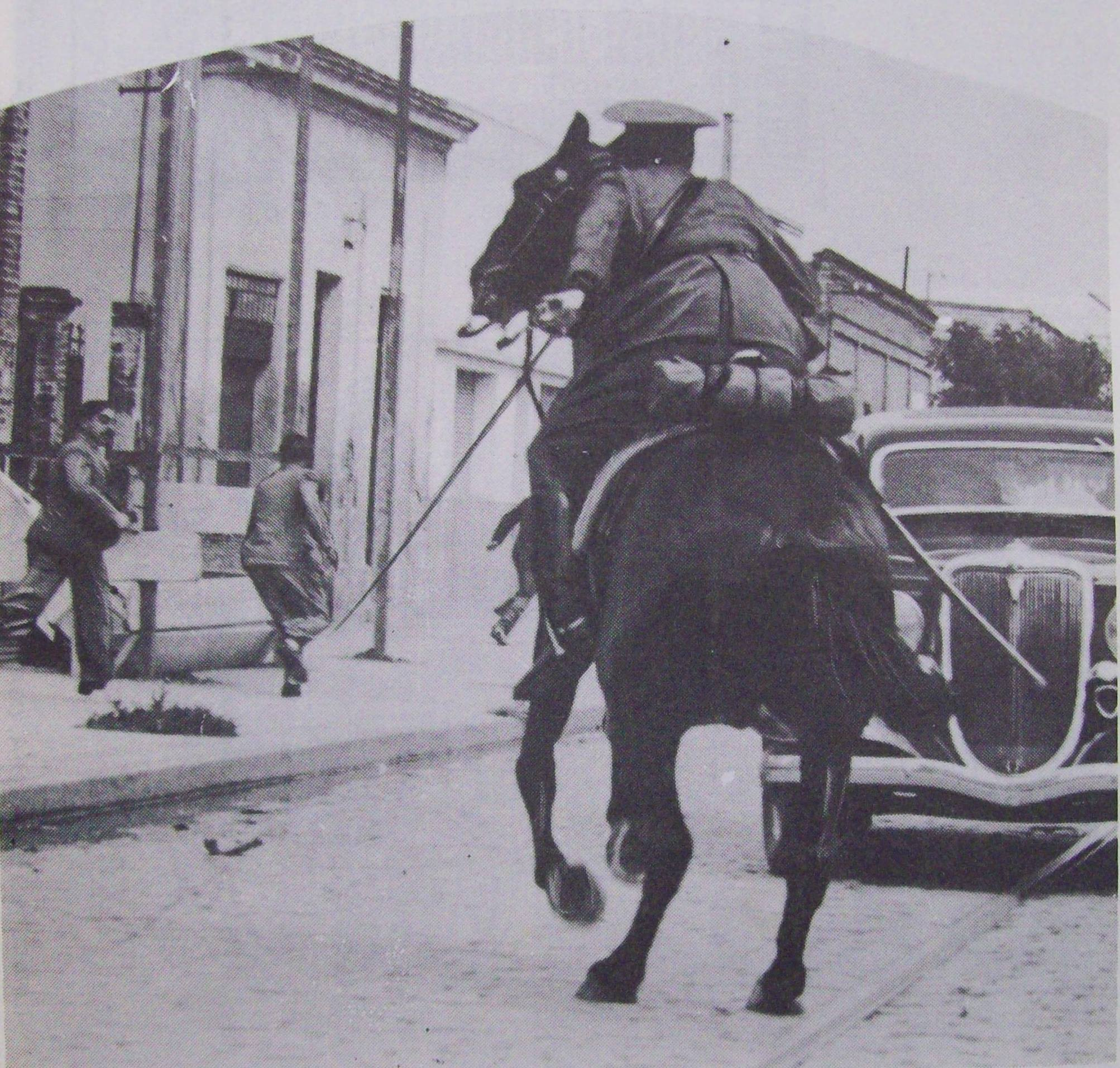
Un policía montado persigue a partidarios del radicalismo.

Alvear hablaba al respecto de los conservadores:

Yo conozco a ese radicalismo y a los conservadores de Buenos Aires, desde hace cincuenta años, y convengamos que esos conservadores no han mejorado en nada, no han hecho nada en bien de la provincia. Hace cincuenta años que los conozco, porque he actuado allí. Tenían a su servicio matones y urnas de doble fondo. Yo rompí una en Morón. Hoy se preparan para usar las mismas armas.
Marcelo T. de Alvear.

Para las elecciones de 1937, la Concordancia apeló masivamente al fraude electoral, al que los dirigentes conservadores llamaron "fraude patriótico", ya que consideraban que violar la ley estaba justificado si con eso evitaban el regreso del radicalismo. Algunas de las prácticas más generalizadas consistían en aceptar votos múltiples de libretas electorales, generalmente retenidas por los patrones a sus empleados, o por los "punteros" políticos a cambio de favores; el rechazo sistemático de fiscales de los partidos opositores; urnas con doble fondo, repletas de votos desde antes de iniciarse los comicios; sustitución de sobres; y rechazo de los votos de quienes se sabía que iban a votar por la oposición.

## Gobierno de Roberto M. Ortiz (1938-1940)

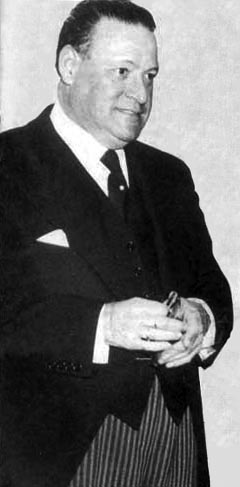
El presidente Roberto M. Ortiz, de la Unión Cívica Radical Antipersonalista, se vio impedido de ejercer la presidencia desde 1940, debido a la diabetes que sufría, muriendo en 1942, antes de finalizar su mandato.

Roberto M. Ortiz fue el primer civil en ocho años en revestir la banda presidencial. Intentó impulsar una serie de reformas que permitieran establecer un régimen democrático, quiso desmantelar el aparato montado por Agustín P. Justo y trató de obtener por todos los medios elecciones limpias para el que lo sucediera. Al asumir la presidencia dedicó un largo párrafo de su discurso de asunción a la defensa de la democracia, lo que todo el país interpretó como censura al fraude electoral y otras prácticas antidemocráticas que habían regido durante la presidencia de Justo.
Apenas asumido se celebraron las elecciones a diputados nacionales, y el PDN volvió a vencer gracias a un gigantesco fraude; en defensa de Ortiz, se puede afirmar que no había tenido tiempo de intervenir en los sistemas electorales, que eran controlados en cada provincia por sus gobiernos y su policía. Y también que todos los partidos habían apelado al fraude y a los vetos desde la conducción durante las elecciones internas.
Sin embargo, durante el resto del año se celebraron las elecciones provinciales, y las buenas intenciones de Ortiz chocaron con los métodos ya establecidos por el gobierno de Justo: en su mayoría, fueron un escándalo de fraudes, trampas, presiones y violencias; en Santa Fe se sabía que había fraude en los pueblos, pero esta vez se practicó abiertamente en los centros de la capital provincial y de Rosario. En Buenos Aires no sólo el fraude y el patoterismo brillaron en toda su expresión –y le consiguieron a Manuel Fresco una victoria de 355 000 votos sobre 62 000 de la UCR– sino que el gobierno se dio el lujo de mover los diputados electos de sus posiciones iniciales en la lista electoral. Las únicas elecciones correctas fueron las de Córdoba y Tucumán –gobernadas por los radicales– y la Capital Federal, donde el fraude hubiera sido excesivamente visible. Mientras tanto, Ortiz se limitaba a seguir prometiendo elecciones libres y justas.

### Contra el fraude, intervenciones federales
Como parte de su política de saneamiento democrático, decretó la intervención federal de varias provincias donde su propia coalición política había triunfado por medio del fraude, entre ellas Buenos Aires,  Santiago del Estero, San Juan y Catamarca. En cambio, en las provincias de Tucumán y Córdoba había triunfado la Unión Cívica Radical, por la inexistencia del fraude o por su fracaso como estrategia. Ortiz tuvo relaciones políticas formales con esos dos gobiernos.
El caso de Catamarca –provincia de origen del vicepresidente Castillo– fue extremo: las elecciones del 3 de diciembre de 1939, organizadas por el gobernador Juan Gregorio Cerezo, superaron a todas las demás de la época: las autoridades de mesa fueron manipuladas, se agregaron votos en las urnas, se impidió el voto a centenares de ciudadanos mientras se aceptaban los de personas trasladadas desde Salta, Tucumán y Santiago del Estero; cuando los votantes protestaron por no permitírseles ejercer el voto, fueron reprimidos y en ocasiones arrestados. Ortiz vio en esa elección la oportunidad para demostrar que estaba dispuesto a terminar con esas prácticas: diez días después de las elecciones, el ministro del Interior Diógenes Taboada exigió al gobernador Cerezo anular las elecciones y convocar a nuevos comicios, amenazando con la intervención federal de la provincia. El presidente del Partido Demócrata Nacional, Alberto Arancibia Rodríguez, respaldó al gobernador, pero Ortiz decidió esperar a que el Colegio Electoral anunciara la victoria del candidato oficialista; en el mes de febrero, al día siguiente del anuncio, Ortiz respondió decretando la intervención federal. Para el cargo de interventor nombró al general Rodolfo Martínez Pita, presidente del Consejo de Guerra para Jefes y Oficiales, con la orden de disolver la Legislatura y llamar a elecciones «con todos los resguardos y garantías de libertad para los electores.»
En Buenos Aires gobernaba el conservador Manuel Fresco, de ideas más afines a la ultraderecha que al conservadurismo. En febrero de 1940 organizó las elecciones para elegir a su sucesor, proponiendo la candidatura del caudillo local de Avellaneda, Alberto Barceló. Gracias a que las elecciones fueron un modelo de todos los vicios y fraudes, Barceló fue elegido gobernador. Ortiz hizo lo mismo que en Catamarca: esperó a la proclamación oficial y decretó la intervención federal, cuidando de adelantarse al inicio de las sesiones ordinarias del Congreso, que lo hubieran obligado a conseguir su aprobación. El oficialismo bonaerense no intentó siquiera defenderlo: es que Fresco había llevado adelante algunas medidas en favor de los trabajadores, como la presión sobre las empresas para que aumentaran sus salarios o la edificación de viviendas económicas. En reemplazo de Fresco asumió el interventor federal Octavio R. Amadeo, que anuló las elecciones.
En Santiago del Estero, en cambio, Ortiz debió enfrentar una crisis dentro del oficialismo por la sucesión en el cargo de gobernador entre el candidato del gobernador Pío Montenegro y su antecesor en el cargo –Juan Bautista Castro, por entonces senador nacional, ambos radicales antipersonalistas. Castro solicitó la intervención federal y utilizó su banca en el Congreso para llenar de acusaciones de toda clase de delitos, de utilizar el fraude y la violencia para ganar las elecciones –lo cual era cierto, pero era exactamente la misma forma en que había llegado Castro a la gobernación, y la forma en que éste había hecho elegir a Montenegro. Los diputados provinciales se negaron a concurrir a las sesiones y huyeron a Tucumán para no ser obligados por la policía. En septiembre, el presidente presentó el proyecto de intervención federal en el Senado, donde Montenegro no tuvo quien lo defendiera. Pocos días después, el Congreso aprobó la intervención federal y el nuevo interventor asumió en octubre; las elecciones se celebraron a principios del año siguiente y, por presión de Ortiz, quedaron fuera los candidatos de Montenegro y Castro. El nuevo gobernador fue José Ignacio Cáceres, amigo personal de Ortiz, que terminaría aplicando los mismos métodos que sus antecesores.

### Política internacional
En agosto de 1938 se reunió en Lima la octava conferencia panamericana. La delegación argentina fue presidida por José María Cantilo, ministro de relaciones exteriores. Los Estados Unidos propiciaban un pacto de seguridad colectiva de los Estados americanos, en previsión de lo que podría ocurrir dado el estado explosivo del mundo, pero la Argentina se negó a respaldar este punto de vista. Eso se debió parcialmente a la tradición de neutralidad desde los años de la Primera Guerra Mundial, cuando Yrigoyen puso en primer plano los intereses nacionales, pero especialmente por la actitud insólitamente complaciente y sumisa de los directivos de la Concordancia para con el Reino Unido: no se apoyaba a Estados Unidos para poder seguir dependiendo plenamente de Gran Bretaña. Al año siguiente, Ortiz vaticinó que en la guerra, que ya todo el mundo consideraba inevitable, no podría haber neutrales. Pero al llegar las noticias del pacto Ribbentrop-Mólotov y de la invasión de Polonia, Ortiz se apresuró a declarar la neutralidad argentina; posiblemente temía la reacción del Ejército en caso de que no lo hiciera.
Poco después, la Argentina propuso y Estados Unidos convocó una asamblea de ministros de Relaciones Exteriores de toda América; en esa junta, el representante argentino Leopoldo Melo se mostró inesperadamente solícito frente a los Estados Unidos, en parte porque este país proponía acciones comunes frente al peligro de la guerra, pero al mismo tiempo presionaba por la neutralidad.
En junio de 1939 viajó a Buenos Aires el mariscal José Félix Estigarribia, presidente electo del Paraguay, con el propósito de suscribir el protocolo relativo a los límites entre ambas naciones, fijados en el río Pilcomayo. En 1939 se recibió la visita oficial del presidente de la República Oriental del Uruguay; general Baldomir, para renovar los acuerdos de amistad e intercambio con la Argentina.
Una de las medidas más controvertidas de su mandato fue la circular secreta antisemita firmada en 1938 por el canciller también radical antipersonalista José María Cantilo, que ordenó a cónsules argentinos en Europa negar visados a «indeseables o expulsados», en alusión a ciudadanos judíos de ese continente.
No obstante, la Argentina era uno de los países que más judíos huidos del nazismo y de la Shoá albergó: desde 1928 el país recibió alrededor de 45 000 judíos europeos, de los cuales probablemente la mitad ingresó de manera ilegal; y eso no había cambiado con el gobierno de Ortiz, aún cuando sí parece demostrado que algunos funcionarios se negaron a emitir algunos visados.
Internamente, la opinión pública –las clases altas y medias, en realidad– estaba dividida entre partidarios de los Aliados y partidarios del Eje; mientras la casi completa clase dirigente y los estudiantes respaldaban a los Aliados, una clase media empobrecida y asustada, y los descendientes de alemanes e italianos alimentaban el bando del Eje. Ese sector era, justamente, el que predominaba en la oficialidad del Ejército, lo que obligaba al gobierno a ser muy cauteloso. Sin embargo, los aliados realizaron manifestaciones ruidosas en favor de los Aliados y en contra de la brutalidad nazi. El hundimiento del buque argentino Uruguay por parte de un submarino alemán en junio de 1940 fue una ocasión brillante para que las clases acomodadas mostrasen su indignación y exigieran al presidente la declaración de guerra contra el Eje. Pero Ortiz, que simpatizaba con ese punto de vista, no estaba ya en condiciones de tomar medidas como esa.

### Enfermedad y licencia de Ortiz: Castillo en ejercicio de la presidencia
Cuando fue nombrado candidato a la presidencia, Ortiz ya sabía que sufría de diabetes; impulsado por su optimismo, se convenció de que no sería grave, pero sufrió un desmayo en plena campaña electoral, frente a miles de personas. El propio gobernador cordobés, Amadeo Sabattini, diagnosticó que la enfermedad estaba avanzando con sólo verlo en su visita a Córdoba. En marzo de 1940 comenzó a perder también el sentido de la vista, y en abril murió su esposa, María Luisa Iribarne. El presidente se aisló durante semanas, tanto por el duelo como por la ceguera, y el gobierno quedó a la deriva.
En mayo estalló el Escándalo de las Tierras del Palomar, que consistía en una compra de terrenos para el Ejército realizada a un precio sobrevaluado, para luego repartirse comisiones entre legisladores, que rápidamente se convirtió en un problema político de primera magnitud. En el mes de junio, la diabetes empeoró las condiciones de vida de Ortiz, dañando especialmente su vista, de modo que solicitó licencia al cargo de presidente de la Nación, el que fue asumido por Castillo.
En agosto del mismo año, Ortiz –que seguía en uso de la licencia– presentó inesperadamente su renuncia, la cual fue rechazada por el Senado. Este hecho fue considerado una derivación del escándalo de la venta de Tierras del Palomar, y Ortiz interpretó el rechazo de la renuncia como un voto de confianza.

## Gobierno de Ramón Castillo (1940-1943)

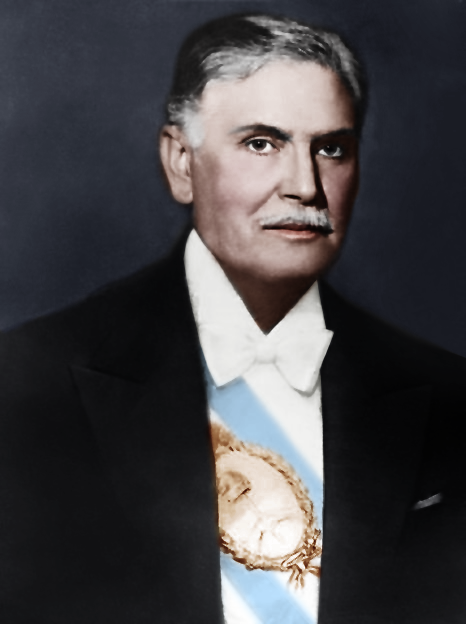
Ramón Castillo, último gobernante de la Década Infame. Fue derrocado por un golpe militar el 4 de junio de 1943.

Ramón Castillo había sido Gobernador interventor de la provincia de Tucumán durante la gestión de facto de José Félix Uriburu, y ministro del Interior durante la presidencia de Justo. Debido a la enfermedad de Ortiz, desde junio de 1940 estuvo efectivamente a cargo del Poder Ejecutivo.
En materia política, Castillo llevó a cabo una política autoritaria, con fuerte represión y con la intervención federal de varias provincias gobernadas por la oposición. Pese a que sólo estaba en ejercicio de la presidencia, cambió casi todo su gabinete de ministros y llevó adelante una política en muchos sentidos opuesta a la de Ortiz. También disolvió el Concejo Deliberante de Buenos Aires, desprestigiado por numerosas denuncias de corrupción.

### El regreso del fraude patriótico
Estos primeros pasos se continuaron con la intervención federal a los gobiernos provinciales de signo político opuesto a los conservadores. Su objetivo era consolidar su poder a través del Partido Demócrata Nacional como base partidaria de tinte conservador, disolviendo la Concordancia cuya continuidad estaba en duda, en razón de la política de lucha contra el fraude electoral llevada adelante por el presidente Ortiz. Esta última decisión política había sido apoyada por los radicales antipersonalistas, por los socialistas y por la Unión Cívica Radical del Comité Nacional presidido por Marcelo T. de Alvear. Ante este giro del gobierno esos partidos comenzaron a buscar confluir para luchar contra el previsible retorno del fraude electoral como arma política.
Más de un año después del fallecimiento de Alvear, finalmente la UCR encontró un líder: Amadeo Sabattini, exgobernador de Córdoba, tomó el mando del radicalismo en sus pulseadas contra el oficialismo. En particular, con la anuencia de Pueyrredón y de Emilio Ravignani, se opusieron por completo a la política económica de Federico Pinedo; éste había pretendido el apoyo de los radicales, que eran aún la mayoría en Diputados; ante la negativa de los principales líderes radicales, se vio obligado a renunciar en marzo de 1941.
Como muestra de que no continuaría la política moralizante de su antecesor, apenas estuvo en el gobierno ordenó dilatar la celebración de elecciones en Buenos Aires y Catamarca; en esta última provincia reemplazó al general Martínez Pita por el escritor ultraderechista Gustavo Martínez Zuviría, quien organizó elecciones llenas de irregularidades, para lograr finalmente la elección de Ernesto Andrada, el mismo cuya tramposa victoria había sido anulada por Ortiz. También en Mendoza, los gobernadores demócratas se sucedían unos a otros gracias al fraude y a la persecución de los lencinistas.
El avance de las políticas de fraude patriótico de Castillo llevó inclusive al retirado presidente Ortiz a difundir por la prensa una carta criticando que se hubiesen abandonado sus pretensiones de pureza electoral. Considerando a Ortiz fuera del cuadro de poder, Castillo respondió públicamente las acusaciones, en una actitud que no lo favoreció. Peor aún, impulsó una investigación del Congreso sobre el propio Ortiz, para determinar cuán manchado estaba con el asunto de las tierras del Palomar.
La ceguera de Ortiz se agravó, impidiéndole reasumir sus funciones, de modo que presentó su renuncia por segunda vez. Castillo asumió la presidencia en carácter de titular el 30 de junio de 1942 para completar el mandato. Roberto Marcelino Ortiz falleció el 15 de julio de ese año.

### El Plan Pinedo
El 2 de septiembre de 1940, Castillo había renovado todo su gabinete presidencial; para el cargo de ministro de Hacienda eligió a Federico Pinedo, que como diputado Socialista Independiente había criticado el Pacto Roca-Runciman como «una obligación unilateral argentina». Luego había sido ministro de hacienda de Justo, consiguiendo un ligero superávit en las cuentas nacionales.
Apenas asumido el cargo en 1940, presentó en público el llamado «Plan Pinedo», o «Plan de Reactivación Económica», que consistía en el sostenimiento del precio de las cosechas por medio de su compra selectiva por parte del Estado, en principio una idea no muy diferente del IAPI que crearía el peronismo cinco años más tarde. También proponía estimular la construcción pública y privada por medio de créditos a 30 años del Banco Central, y reforzar la demanda interna de productos tradicionales que ahora no se podían exportar, estimular la industria y exportar a países vecinos, como Brasil y los Estados Unidos. Se proponía también fomentar la unión aduanera con Brasil y amortizar la deuda del Reino Unido con la Argentina por la entrega al Estado nacional de los ferrocarriles de propiedad de compañías de ese origen.
El plan fue presentado a la Cámara de Diputados para su tratamiento, pero los radicales adelantaron que no lo aprobarían, y el Congreso prefirió no perder su tiempo tratando un proyecto que no lograría su aprobación sin el radicalismo. Además Pinero era abiertamente aliadófilo, con lo cual chocaba con las negativas de Castillo a entrar en la guerra.
En el verano de 1941, tras un notorio fraude electoral en la provincia de Mendoza, Pinedo viajó a Mar del Plata para mantener varias reuniones con Marcelo T. de Alvear, a quien le propuso formar una coalición entre radicales, demócratas y parte de los socialistas, que formarían listas de unidad para cada elección, dejando aislados a Castillo y sus aliados. Alvear aceptó entusiasmado, y llenó de elogios a Pinedo y a su plan económico en una nota en el diario La Nación. Sin embargo, la iniciativa fue rechazada tanto por los legisladores conservadores como por los dirigentes radicales. Pinedo renunció ese mismo día.
Debido a este tipo de actitudes unilaterales, el radicalismo de la línea de Alvear se sumía cada vez más en el desprestigio, y el radicalismo era derrotado en varias elecciones que había considerado seguras. En medio de los esfuerzos por decidir su destino, el 23 de marzo de 1942 falleció Alvear. A partir de ese momento, el radicalismo comenzó su reestructuración completa, que no había llegado muy lejos cuando, en el mes de junio del año siguiente, estalló el golpe de Estado.

### La industria y las empresas públicas
Sin ninguna duda, los dirigentes que ocuparon el gobierno por medio del golpe de Estado y del fraude eran liberales, Pero la realidad los arrastró y, siguiendo los postulados de John Maynard Keynes, las políticas del New Deal de Franklin Delano Roosevelt en Estados Unidos, o por deducción propia, llegaron a la conclusión de que sólo el Estado podía sacar al país de la crisis económica. Es por eso que, desde mediados de esa década, todos los gobiernos nacionales y provinciales se dedicaron masivamente a llevar adelante obras públicas de gran escala y crearon instituciones destinadas a la promoción económica y al salvataje económico de los más pobres. Y este impulso fue aún mucho más lejos durante el gobierno de Castillo, debido a que la Guerra Mundial obligó a suspender las relaciones económicas con los Estados Unidos, que habían reconfigurado toda su estructura industrial para respaldar su esfuerzo de guerra y, por consiguiente, no podían proveer de productos manufacturados siquiera a sus aliados; ni hablar de un país como la Argentina, que era un rival diplomático para el país del norte. La industria se desarrolló con gran fuerza, como sólo había ocurrido durante la Primera Guerra Mundial y bajo la dirección de Yrigoyen.
El gobierno de Castillo también tomó otras medidas de similar corte nacionalista, como la revocación de la concesión del puerto de Rosario, en manos de un operador francés,[cita requerida] la nacionalización de la británica Compañía Primitiva de Gas[cita requerida], la creación de la Dirección de Fabricaciones Militares y la apertura de los Altos Hornos Zapla, estas últimas por presión de los militares, que temían quedar rezagados en la provisión de armamento, especialmente frente al Brasil, que había declarado la guerra al Eje, y por consiguiente tenía respaldo estadounidense.

### La neutralidad y los militares
La Segunda Guerra Mundial había dividído al Ejército –y a toda la sociedad argentina– entre los sectores neutralistas, proaliados y progermanos. Castillo continuó la política exterior de su predecesor consistente en declarar la neutralidad del país, lo que le permitía continuar con el comercio marítimo, principalmente con Gran Bretaña y esta misma razón lo llevó a promover la creación de la Flota Mercante del Estado.
La respuesta de Castillo a la noticia del ataque de Japón a la base militar estadounidense de Pearl Harbour, ocurrido el 1 de diciembre de 1941, fue declarar el Estado de sitio para impedir las manifestaciones y actividades públicas de los sectores "aliadófilos", que cuestionaban la continuidad de la política de neutralidad. El gobierno de los Estados Unidos, que había pasado los dos años anteriores presionando de todas las formas posibles a los países de América Latina para que no participaran en la guerra, dio un completo giro a su actitud: declaró la guerra a las potencias del Eje y se dedicó a presionar a toda América Latina para que se sumasen a la guerra. El gobierno de Castillo mantuvo firme su decisión de seguir siendo neutral, lo que exacerbó las presiones estadounidenses. Castillo fue acusado de partidario o simpatizante de los nazis, y por el contrario, dirigentes de la oposición –incluidos los expresidentes Alvear, Justo y el propio Ortiz– fueron contactados para que presionasen en favor de los aliados. Pero los tres expresidentes murieron en un lapso de diez meses, sin haber logrado ningún éxito en ese sentido.
A mediados de febrero de 1942 estuvo a punto de estallar un complot militar contra el gobierno; su jefe inicial era el almirante Abel Renard, abiertamente simpatizante de los nazis, y su jefe operativo el general Benjamín Menéndez. A último momento, viendo que todos los implicados dudaban al mismo tiempo, abortó todos los planes. Entre los implicados estaba el general Pedro Pablo Ramírez, a quien en el mes de noviembre el propio Castillo nombraría su ministro de Guerra. Hubo también varios otros intentos de golpe de Estado, que no llegaron tan lejos.

### Más escándalos
El estado de conmoción social se extendió durante 1942, cuando notorios escándalos que afectaban a instituciones estatales, fogoneadas por la prensa sensacionalista, provocaron en la opinión pública, la percepción de un estado de corrupción generalizado y de decadencia de la democracia liberal. Uno de los escándalos que generaron fuertes campañas en la prensa fue el "escándalo de los niños cantores de la Loteria Nacional", que estalló el 4 de septiembre de 1942, cuando un grupo de los adolescentes encargados de vocear los números premiados en el sorteo de la Lotería Nacional habían planeado un fraude en el sorteo de esa fecha y motivó la creación de una comisión de investigación en el Congreso de la Nación a cargo del diputado radical santafecino, Agustín Rodríguez Araya.
El otro caso, con mayor conmoción social y periodística, fue el «escándalo de los cadetes», descubierto en agosto de 1942, involucró a personalidades pertenecientes a círculos con gravitación social de Buenos Aires, entre los cuales se encontraba el fotógrafo aficionado Jorge Horacio Ballvé Piñeiro, además de Rómulo Naón (h), hijo del embajador y ex-intendente de Buenos Aires, Rómulo Naón y el arquitecto Jorge Duggan, quienes habían intimado con jóvenes cadetes del Colegio Militar de la Nación, manteniendo relaciones sexuales consentidas. Se inició una causa judicial que culminó con la expulsión de 20 cadetes del Colegio Militar, considerado el más prestigioso del Ejército Argentino y con la detención de varios civiles, entre ellos los antes mencionados, bajo la acusación del delito de "corrupción de menores". La prensa encabezada por el diario "Ahora", que estaba controlado por militares nacionalistas, siguió este suceso, con tono amarillista, realizando paralelismos entre la "depravación moral" de la sociedad y la decadencia moral del gobierno fraudulento de Castillo, aprovechando para atacar no solo a los conservadores sino a la democracia en sí, identificándola con "decadencia, corrupción, contubernio, amancebamiento, prostitución, sodomía y festichola". El blanco principal de las diatribas era Jorge Horacio Ballvé Piñero, cuyas fotos de desnudos masculinos –observables en el expediente judicial conservado en el Archivo de la Nación– no eran escenas de sexo, ni siquiera erecciones y no tenían nada de pornográficas. La investigación se extendió a otros fotógrafos que registraban desnudos artísticos masculinos. Dice Demaría que una de las consecuencias del "Escándalo" fue "una gran cacería homosexual (que) se llevó a cabo durante un período sumamente complejo: la transición entre el fin de la llamada Década Infame y el nacimiento del peronismo...la dictadura del presidente Ramírez –formado en Alemania y simpatizante de Hitler– persiguió a judíos y a homosexuales. No fue ni remotamente en la escala masiva del Tercer Reich, porque no estaban dadas las condiciones para eso. Pero la persecución existió.".
Todos estos sucesos aceleraron el consenso entre los sectores nacionalistas de las Fuerzas Armadas, sobre la urgencia de un golpe de Estado para "sanear" el estado de corrupción del Estado y la sociedad argentinas. Así, en 10 de marzo de 1943, se creó la Logia u organización nacionalista "Grupo de Oficiales Unidos" o GOU, cuya acción será determinante para los sucesos posteriores.

### Reclamaciones antárticas y toma de posesión formal del territorio continental antártico
En 1939, para asistir a una invitación noruega, la Argentina crea transitoriamente la Comisión Nacional del Antártico mediante el decreto n.º 35821. Por el decreto n.º 61852 del 30 de abril de 1940 pasó a ser un organismo permanente, con el objeto de intensificar las investigaciones en la zona. Se realizaron exploraciones, tareas científicas, relevamiento de terreno y balizamiento.
El 6 de noviembre de 1940 Chile estableció por decreto los límites de sus reclamaciones antárticas.

Forman la Antártica Chilena o Territorio Chileno Antártico, todas las tierras, islas, islotes, arrecifes, glaciares y demás conocidos y por conocer, y el mar territorial respectivo, existentes dentro de los límites del casquete constituido por los meridianos 53°, longitud oeste de Greenwich, y 90°, longitud oeste de Greenwich.

La Argentina protestó formalmente por el decreto chileno mediante nota del 12 de noviembre de 1940, rechazando su validez y expresando una potencial reclamación a la misma área. A su vez, el Reino Unido protestó el 25 de febrero de 1941.
En octubre de 1941 el Instituto Geográfico Militar argentino publicó mapas que mostraban la extensión de la futura reclamación argentina entre los 25° O y 75° O.
En enero de 1942 la Argentina, de acuerdo con la teoría de los sectores polares, declaró sus derechos antárticos entre los meridianos 25° y 68°24′ O (el de punta Dungeness). Lo que dio lugar a un memorándum de respuesta del Gobierno chileno del 3 de marzo de 1942, reservando sus derechos.
La Argentina realizó en la isla Decepción su toma de posesión formal del territorio continental antártico el 8 de noviembre de 1942, mediante la colocación de un cilindro que contenía un acta y una bandera dejados allí por una expedición al mando del capitán de fragata Alberto J. Oddera. En enero de 1943 personal del barco británico HMS Carnarvon Castle destruyó las evidencias de la toma de posesión argentina, plantó la bandera británica y envió a Buenos Aires el acta. El 5 de marzo de ese año el buque argentino ARA 1° de Mayo removió la bandera británica.

## Las administraciones provinciales

### Buenos Aires
Con sólo dos excepciones, Uriburu intervino todas las provincias en el momento del golpe de Estado. La de Buenos Aires fue una de ellas, donde el gobernador Nereo Crovetto, había intervenido los municipios donde los conservadores o los radicales antipersonalistas tuvieran el control. También amplió el Superior Tribunal de Justicia, y colocó en los nuevos puestos –cuatro sobre siete– a juristas directamente ligados a él mismo.
Si bien pretendía imponer un régimen corporativo, Uriburu se había comprometido públicamente a llamar cuanto antes a elecciones libres; las mismas tuvieron lugar en abril de 1931 y, para sorpresa de los aliados del dictador, dieron la victoria al radical yrigoyenista Honorio Pueyrredón. El radicalismo no había desaparecido, evidentemente, pero el gobierno había decretado su extinción, de modo que anuló las elecciones. Tras el estallido y fracaso de una rebelión radical en la provincia de Corrientes, prohibió cualquier candidatura yrigoyenista, gran cantidad de dirigentes de la UCR fueron prohibidos, arrestados –algunos terminaron en la cárcel de Ushuaia– o expulsados del país. A continuación, Uriburu fundó el Partido Demócrata Nacional y una alianza entre éste y los radicales antipersonalistas y los socialistas independientes, llamada la Concordancia. Ésta logró la victoria del presidente de la Sociedad Rural Argentina, Federico Martínez de Hoz, en una elección casi sin oposición, ya que el radicalismo decidió abstenerse. Martínez de Hoz asumió su cargo el 18 de febrero de 1932.
Su gobierno anunció que recompondría las finanzas de la provincia por medio de reducciones drásticas en los gastos, y toda la legislatura estaba de acuerdo en hacer intensos ajustes, pero cada legislador proponía reducir los gastos en los demás distritos, mientras se aumentaran en el propio. De modo que el gobierno provincial continuó acumulando déficits y cubriéndolos con deuda pública. El prestigio de Martínez de Hoz decayó rápidamente y fue quedando cada vez más aislado. A mediados de 1932 fue descubierta una conspiración para derrocarlo, dirigida por el militar Atilio Cattáneo, pero ni siquiera eso logró mejorar su imagen; casi los únicos que lo respaldaban eran los nacionalistas, grupo al que Martínez de Hoz no pertenecía.
Martínez de Hoz había iniciado varias obras públicas, entre las cuales se contaban canales de drenaje en el este de la provincia. Uno de ellos beneficiaba casi exclusivamente a su campo, por lo que fue acusado de malversación de fondos y se pidió su juicio político. El caudillo de Avellaneda, Alberto Barceló, se pronunció activamente en su contra, y algunos diputados provinciales se presentaron en la casa de gobierno para exigir la renuncia del gobernador, amenazando con hacer intervenir la policía, que estaba bajo su control. Martínez de Hoz presentó la renuncia, pero pocas horas después la denunció y pidió una intervención federal, que le fue concedida: el general Pascual Pistarini lo repuso en su cargo. La Legislatura hizo lugar al juicio político, y declaró suspendido en el cargo al gobernador, mientras el caos aumentaba en La Plata: grupos nacionalistas ocuparon algunos lugares de la ciudad y la casa de gobierno, dirigidos por el general Emilio Kinkelín, que organizó manifestaciones claramente fascistas. Ese mismo día, 15 de marzo de 1935, Martínez de Hoz abandonaba La Plata, adonde nunca volvió: moriría el día 9 de agosto, no sin antes ser depuesto de su cargo por la Legislatura.

### Córdoba
En Córdoba fue nombrado interventor de facto Carlos Ibarguren, un conservador con cierta simpatía por las ideas corporativas de Uriburu, que un año más tarde fue reemplazado por Enrique Torino, un liberal más clásico. Entre ambos expulsaron a cuantos radicales encontraron de sus cargos o empleos. Además redujeron el presupuesto provincial de 14 a 12,6 millones de pesos, pero al finalizar su gobierno ya se había acumulado un déficit de más de 7 millones. De modo que Torino incurrió en ciertas heterodoxias políticas, creando el Consejo Económico y la Junta económica. En las elecciones de 1931 se impuso la fórmula Emilio Olmos-Pedro J. Frías, con casi el 90% de los votos válidos y con el radicalismo en abstención.
Olmos falleció en el mes de abril de 1932, setenta días después de haber asumido, sin haber obtenido ningún logro como gobernador. Fue sucedido por Frías, que inició un gobierno enérgico, beneficiando a los obreros con reducciones en las viviendas, a los pequeños agricultores con impuestos diferenciales, y a los desocupados, para quienes creó una Junta del Trabajo, encargada de llevar adelante algunas obras públicas, de las cuales la más destacada fue la ruta de la capital a Río Cuarto. Durante su gobierno, la Iglesia católica logró un nivel de influencia que había perdido hacía 50 años: se fundó la Acción Católica, se organizó un Congreso Eucarístico Diocesano como preparación para el Congreso Eucarístico Nacional, y la diócesis de Córdoba fue promovida a Arquidiócesis de Córdoba, con el influyente arzobispo Fermín Lafitte a cargo.
Para las elecciones de noviembre de 1935, el radicalismo salió de su abstención y logró la victoria con su candidato Amadeo Sabattini, pese a la violencia desplegada en su contra por los oficialistas, por la policía y por la Legión Cívica, una organización de corte fascista. Algunos conservadores quisieron anular las elecciones, pero la actitud del candidato derrotado, José Aguirre Cámara, que se mostró dispuesto desde el primer momento a aceptar la derrota, los disuadió. Sabattini, el mejor heredero de la tradición yrigoyenista, asumió la gobernación en mayo. Entre sus primeras acciones, despidió a numerosos conservadores de sus puestos públicos, aunque conservó a la mayoría. Promovió el turismo como una de las actividades más productivas en un clima de recesión, apoyó la creación de la ruta de Córdoba a Buenos Aires, actual ruta nacional 9, y apoyó al gobierno nacional en las iniciativas que tenía planeadas para la provincia, como con la Fábrica Nacional de Pólvora y explosivos y la Fábrica Militar de Munición de Armas Portátiles. Se iniciaron las obras para grandes diques: La Viña, Cruz del Eje y San Roque.
El presidente Ortiz presionó para las siguientes elecciones: tres días antes de las mismas, fue intervenida la provincia de Buenos Aires por el evidente uso del fraude. Las elecciones fueron las más limpias de la década, y le dieron la victoria a Santiago del Castillo, que asumió en mayo de 1940. Su gobierno no tuvo el brillo del de su antecesor, pero continuó sus obras públicas y su obra política. Fue derrocado por la Revolución del 43.

### Santa Fe
El gobernador elegido en 1928 en Santa Fe, Pedro Gómez Cello, no tuvo especiales conflictos con los opositores; no obstante, no le perdonaban que le hubieran arrebatado el mando de la provincia. El día del golpe de Estado, miles de personas festejaron en las calles, especialmente estudiantes universitarios.
Los sucesivos interventores federales, Diego Saavedra, Guillermo Rothe y Alberto Arancibia Rodríguez, hicieron todo lo posible por asegurar el triunfo de los conservadores en las elecciones de 1931; pero no fue suficiente: el candidato del Partido Demócrata Progresista, Luciano Molinas, obtuvo una cómoda victoria. Entre sus medidas de gobierno, restauró la Constitución provincial de 1921, que había sido rechazada ese mismo año por el gobernador radical. En 1933, un pequeño grupo de revolucionarios que respondían al militar Gregorio Pomar –que hizo lo mismo y fracasó en Corrientes– intentó la toma de la Jefatura de Policía; fueron reprimidos en minutos y dejaron varios muertos en el intento. Por lo demás, el gobierno de Molinas fue de lo mejor que se pudo hacer en medio de la crisis económica. No obstante, el presidente Justo no estaba dispuesto a soportar un gobierno opositor en una provincia de la importancia de Santa Fe, por lo que pidió y obtuvo del Congreso la intervención federal de la provincia. El gobierno fue asumido por el movedizo ingeniero Manuel Ramón Alvarado, quien a lo largo de la década ocupó varias intervenciones federales y ministerios; en Santa Fe organizó las elecciones, mientras el Partido Demócrata organizaba un descarado fraude, de lo cual resultó la elección de Manuel María de Iriondo, que asumió el gobierno en abril de 1937, más de un año y medio después del derrocamiento de Molinas.
Iriondo era un aristócrata de origen radical, que había formado parte de la fundación de la Liga Patriótica Argentina, que operó como grupo parapolicial para la lucha contra los sindicatos. Era un aliado del presidente Justo, había sido su ministro de Hacienda, y concentró sus esfuerzos en sanear las cuentas de la provincia y de los municipios: reduciendo los gastos en todo lo que no se veía, como en los sueldos de los empleados públicos, logró tener superávit fiscal y también hacer obras públicas, como varias rutas provinciales, parques municipales y hospitales. Su sucesor, Joaquín Argonz, era un médico que creó el Ministerio de Salud Pública y Trabajo, impulsó la educación y creó una especie de Caja de jubilaciones, para la asistencia social «a la vejez, a la invalidez, a la madre y a los huérfanos», dada su preocupación por la situación social de los más pobres. La política provincial no llamó la atención del resto del país hasta que Iriondo fue propuesto como candidato a la vicepresidencia en la fórmula propugnada por el gobierno de Castillo, que en opinión de la oposición y del Ejército, garantizaba la continuidad del fraude electoral; ese hecho precipitó la revolución de 1943, por la que Argonz fue depuesto.

### Tucumán
También en Tucumán gobernaban los yrigoyenistas en 1930, cuando el gobernador José Graciano Sortheix fue depuesto. Fueron interventores federales Ramón S. Castillo, el futuro presidente, y Horacio Calderón. Durante sus gestiones se aprobó un decreto de Uriburu que disponía impuestos móviles para los azúcares importados, medida que contribuyó a evitar la caída de los precios locales de la principal producción tucumana.
En las elecciones de fines de 1931 fue elegido el líder del partido Bandera Blanca, Juan Luis Nougués, el prestigioso último intendente de la capital antes del golpe. Su gestión como gobernador estuvo marcada por los conflictos con los plantadores de caña, que –desesperados por la caída de los precios– rechazaron violentamente los impuestos al azúcar, los precios de referencia y las condiciones de comercialización de la caña. También se movilizaron en su contra los quinteros, los estudiantes y los sindicatos, que lograron paralizar la ciudad durante tres días. Progresivamente aislado de la sociedad tucumana, igualmente rechazó medidas sancionadas por el Congreso de la Nación, quedándose sin respaldo a nivel nacional. En abril de 1934, los conservadores compraron a dos legisladores de Bandera Blanca, con los cuales reunieron las bancas suficientes para iniciar el juicio político al gobernador. Dos días más tarde, el presidente Justo pidió y obtuvo del Congreso la intervención federal de la provincia.
Para las siguientes elecciones, la UCR ordenó nuevamente la abstención, pero un grupo importante de radicales se negó, organizó la UCR Concurrencista y se presentó a elecciones con el exgobernador Miguel Mario Campero como candidato, que triunfó en ajustadísimas elecciones. Meses después, el radicalismo levantaba la abstención a nivel nacional. Entre las primeras medidas de su gobierno estuvo la transferencia de la Universidad de Tucumán a la administración nacional. Convencido de que sin pleno empleo no se solucionaría la crisis económica de la provincia, se dedicó con entusiasmo a las obras públicas: construyó 234 km de rutas –bastante, en una provincia tan chica–, varios puentes sobre ríos, algunos hospitales, cuarenta y cuatro escuelas, y se licitan para iniciar su construcción el dique El Cadillal y el dique Escaba. Intentó regular la producción de caña de azúcar, lo que le trajo muchas críticas. En 1938 organizó las elecciones para gobernador, de las que resultó elegido Miguel Critto.
Critto continuó con la ola de obras públicas: se destacó por su espectacularidad la ruta desde Acheral a Amaicha del Valle pasando por Tafí del Valle, cuesta que hasta entonces sólo se podía hacer a lomo de mula por la quebrada del Portugués. Debió afrontar la ofensiva de una empresa de electricidad, cuyo contrato declaró caduco; la empresa apeló judicialmente y logró que la medida quedara sin efecto por una sentencia. La provincia respondió multándola por cada aumento verificado de tarifas.
A fines de 1942 se produjeron las elecciones a gobernador, que resultaron en un virtual empate: Campero, que iba por un tercer mandato, obtuvo 25 electores, el conservador Adolfo Piossek obtuvo 26, mientras que la UCR Comité Nacional obtuvo 2. En lugar de arreglar rápidamente con este último, los dos candidatos principales perdieron mese discutiendo sobre el quorum necesario para votar en el Colegio Electoral e impugnándose mutuamente electores, con lo cual los ánimos se caldearon y fue imposible alcanzar una solución. El presidente Castillo decidió la intervención federal y, como el día que terminaba el mandato de Critto no estaba elegido su sucesor, el interventor Alberto Arancibia Rodríguez se hizo cargo de la gobernación y de la Legislatura.
Arancibia Rodríguez alcanzó a llamar a nuevas elecciones, y no tomó ninguna otra medida administrativa. El 3 de junio de 1943 se embarcó en un tren hacia Buenos Aires, tras haber entregado la intervención a su ministro Forn. Pero al llegar a la estación de Retiro supo que había estallado la revolución de 1943, y que Castillo había sido depuesto.

### Entre Ríos
San Luis y Entre Ríos fueron las dos únicas provincias cuyas autoridades no habían sido derrocadas por el golpe de Estado de 1930: eran las únicas dos gobernadas por partidos conservadores. Gobernaba la segunda de estas provincias el radical antipersonalista Eduardo Laurencena y ya había sido elegido su sucesor, Herminio Quirós, de la misma línea. El golpe y la crisis económica no le permitieron demostrar su capacidad de gobierno durante los once meses de su mandato, que terminó con su fallecimiento. La Legislatura entonces debió suplir su ausencia con sus propias autoridades, que llamaron a elecciones, resultando elegido Luis Etchevehere, que asumió el 29 de diciembre de 1931; seis días más tarde, los hermanos Kennedy intentaron una revolución yrigoyenista en La Paz y Concordia, rápidamente sofocada. Durante el mandato de Etchevehere se eliminaron las últimas vides de la provincia -había sido un rubro muy exitoso, pero ya no podía competir con el vino de Mendoza y San Juan– y fueron reemplazadas por plantas de citrus. Se fundó el Banco de la Provincia de Entre Ríos, y se reformó la Constitución provincial, estableciéndose el voto femenino, la elección directa del gobernador y la laicidad del Estado provincial.
En las elecciones nacionales de 1937, Entre Ríos fue una de las provincias donde el fraude electoral fue más descarado y violento. Para las elecciones del sucesor del gobernador Eduardo Tibiletti, que había reemplazado a Etchevehere en 1935, el fraude vuelve a brillar, pero a pesar de todo logra vencer el radical opositor Enrique Mihura. Durante su gestión promovió la avicultura, el cultivo del arroz y la producción láctea. No pudo beneficiarse de los planes industriales y de obra pública de la Nación, ya que el presidente Castillo no colaboraba de ninguna manera con la oposición. Cuando el 4 de junio de 1943 estalló el golpe de Estado, debió esperar una semana para entregar el poder al general Juan Carlos Sanguinetti; en lugar de simplemente entregar el mando o ausentarse, se encerró en la casa de gobierno con todas las puertas y ventanas cerradas, y las tropas debieron entrar abriéndose paso con hachas hasta el despacho del gobernador, que se negó a firmar el acta del traspaso. Fue arrestado por unos pocos días.

### Corrientes
La provincia de Corrientes estaba intervenida por el presidente Yrigoyen desde 1929; la realidad es que el gobernador derrocado no había hecho otra cosa para merecer ese castigo que no ser radical. La intervención federal de la dictadura pasó por un abogado de apellido Gómez, para después recaer en un joven abogado que se había opuesto a la Reforma Universitaria y que seguiría actuando en política hasta la dictadura de Eduardo Lonardi, llamado Atilio Dell'Oro Maini. Éste debió enfrentar la revolución del teniente coronel Gregorio Pomar, que estaba planeada para estallar en todo el país, pero que sólo fue efímeramente exitosa en Corrientes: el grupo militar ocupó la capital y la vecina ciudad de Resistencia, y durante una discusión el propio jefe mató a un oficial superior. Con apoyo de la población retuvo el poder por dos días, pero terminó huyendo al Paraguay. Dell'Oro Maini organizó las elecciones, pero éstas fueron canceladas por la victoria de Honorio Pueyrredón en Buenos Aires; la dictadura no quería sorpresas. Cuando finalmente se pudieron convocar sin la presencia de los radicales, el Colegio Electoral se convirtió en un nudo de conspiraciones, de lo cual resultó que fue imposible elegir gobernador por falta de quorum; sólo dos meses y medio después del primer intento de elegir gobernador se logró el objetivo: el nuevo gobernador era Pedro Numa Soto, del radicalismo antipersonalista.
El mandato de Soto debió lidiar con la continua falta de fondos. En 1933 estalló una revuelta de civiles armados en Paso de los Libres, que fueron rápidamente rodeados y huyeron cruzando el río hacia Brasil; entre los combatientes estaba el intelectual Arturo Jauretche. No todos lograron huir: quedaron en el campo 40 muertos y algunos heridos. El siguiente gobernador, Juan Francisco Torrent, era un Autonomista con muy buenos vínculos en Buenos Aires, por lo cual logró desarrollar una política de obras públicas exitosa: se construyeron más de mil kilómetros de caminos con sus puentes, se inició el puente internacional Paso de los Libres-Uruguayana con la presencia del presidente brasileño Getúlio Vargas, y las líneas telefónicas se extendieron por el interior de la provincia. Si era un buen constructor de infraestructura, políticamente no era democrático en absoluto: dirigió las elecciones por medio del fraude, sancionó con severidad –inclusive con la cárcel– a los maestros en huelga, y despidió a gran cantidad de éstos. Para sucederlo fue elegido nuevamente Pedro Numa Soto, quien pasó los tres años de su mandato lidiando con opositores que recurrían a cualquier medio para atacarlo: revueltas armadas, atentados, escritos en la prensa, pedidos de intervención federal... finalmente pudieron deponerlo por este último medio; en octubre de 1942 asumió el gobierno el interventor federal Francisco Ramón Galíndez, coterráneo y amigo del presidente Castillo. Menos de un año más tarde, ambos fueron derrocados por la revolución del 43.

### Buenos Aires, otra vez

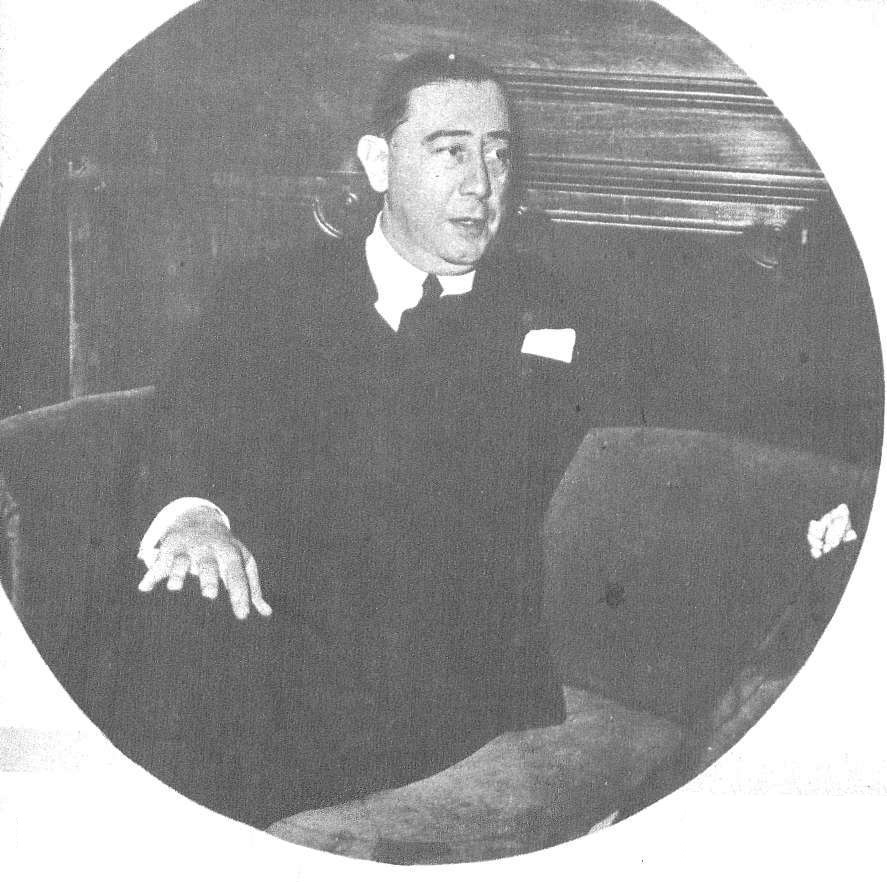
Fresco en 1939. Revista "Caras y Caretas".

Tras la renuncia y deposición de Fresco, asumió la gobernación bonaerense el vicegobernador Raúl Díaz, que se limitó a organizar las elecciones para su sucesión. Éstas se desarrollaron en el habitual ambiente de violencia y fraude electoral y llevaron a la gobernación al médico Manuel Fresco, presidente en ese momento de la Cámara de Diputados de la Nación y aliado del caudillo de Avellaneda, Alberto Barceló. Era un dirigente respetado, pero no tenía «caudal político» propio. Durante la dictadura de Uriburu y su gestión en la Cámara de Diputados se hizo especialmente notable por haberse manifestado repetidamente contrario a la democracia electoral como se practicaba en su época: era partidario de formas más paternalistas, en las cuales debía evitarse que el pueblo «se equivoque», por ejemplo con sistemas de voto a la vista.
Durante el año 1938 la provincia debió afrontar serios problemas financieros, que se incrementaron al año siguiente, llevando a cesantías masivas de personal y rebajas de sueldos. Fresco evitó las represiones; la pobreza reinante, pensaba Fresco, sólo podía combatirse con el pleno empleo, y en casos de crisis es responsabilidad del Estado proveer empleo en forma directa. Seguía en esto a Franklin Roosevelt: edificó decenas de hospitales, municipalidades, cementerios, iglesias católicas, escuelas,  caminos y rutas pavimentadas.
Estas obras seguían estilos arquitectónicos específicos: una gran cantidad de localidades del interior bonaerense, y también algunas de Santa Fe y Córdoba, fueron beneficiadas por la arquitectura monumental y espectacular de los edificios de estilo art decó y futurista construidos por Francisco Salamone, con una lejana inspiración en la arquitectura de los regímenes fascista y nazi. Y también destacaron las obras del arquitecto Alejandro Bustillo, que dejó su impronta en la arquitectura de la región de San Carlos de Bariloche y también en el Casino y el Hotel Provincial de Mar del Plata, proyectados para el crecimiento de la ciudad como nuevo balneario de masas.
Su ideología era compleja: no renegaba del todo de la democracia, pero creía que no se aplicaba correctamente. Elogiaba los regímenes totalitarios del nacionalsocialismo y del fascismo italiano, cuyos bustos adornaban su despacho, y declaró ilegal al Partido Comunista. Pero también proclamó que su gobierno se guiaba por las enseñanzas de la Iglesia a través de la encíclica Rerum Novarum. En consonancia con esa idea, promovió la construcción de viviendas económicas para los obreros, que en su mayoría solo quedaron en anteproyectos, y pretendió forzar a los empresarios a pagar mejores salarios y un salario familiar.
En enero de 1940, con acuerdo de los líderes conservadores, Fresco nombró candidato a la gobernación al caudillo local de Avellaneda, Alberto Barceló. Las elecciones no fueron violentas, pero una afinada máquina de fraude llevó a una muy amplia victoria conservadora. Ortiz esperó a la proclamación oficial y decretó la intervención federal. Como resultado de su política populista, el oficialismo bonaerense no intentó siquiera defenderlo.
En reemplazo de Fresco asumió el interventor federal Octavio R. Amadeo, que anuló las elecciones. Pasaron casi dos años antes de que fuera elegido un sucesor, y por el cargo pasaron Eleazar Videla, Enrique I. Rottjer y Dimas González Gowland, mientras la prensa se burlaba del presidente Castillo, de quien decía que estaba buscando un candidato suficientemente inmoral como para aceptar acceder a la gobernación por medio de un nuevo fraude. Finalmente hallaron uno: Rodolfo Moreno, que llevó adelante todo el proceso, miró para otro lado cuando arreciaron las acusaciones de fraude, y asumió el gobierno en enero de 1942. Si bien su gobierno llevó adelante algunas obras, su objetivo era nada menos que la presidencia de la Nación. Buscó forzar a Castillo a que bendijera su candidatura, con lo cual lo único que logró fue enemistarse con él. Cuando se convenció de que no sería presidente ni a favor de, ni en contra de Castillo, presentó la renuncia en abril de 1943.
Fue sucedido por el vicegobernador Edgardo J. Míguez, que no alcanzó a hacer casi ninguna obra o modificación de importancia: fue derrocado en el mes de junio por la revolución del 43.

## Actividad política
La llamada «década infame» fue un período de gran agitación e intensidad política. Participaban en las elecciones partidos bien definidos, enfrentados entre sí, y sólo en ocasiones colaborando. Hubo también gran actividad de grupos de presión, de propaganda y de acción, que ocupaban posiciones de un extremo al otro del espectro ideológicos. Esto parece demostrar que, si el golpe significaba que una porción importante de la sociedad estaba desencantada de la democracia electoral, tal como había regido durante los primeros gobiernos radicales, el golpe no había disipado esa sensación: los intelectuales, activistas y muchas personas comunes seguían buscando cómo reorganizar la Nación Argentina de otro modo.

### Partidos políticos
Entre los partidos políticos, el que marcaba el tiempo político y mantenía la iniciativa era el Partido Demócrata Nacional –los antiguos conservadores– que era el partido en el gobierno nacional aún cuando dos de los presidentes se consideraban radicales antipersonalistas, y también la amplia mayoría de los gobiernos provinciales. No era un partido homogéneo, sino una suma de tendencias pertenecientes a la derecha conservadora, organizada en forma de alianza entre fuerzas provinciales. Era, antes que nada, un partido de personajes notables, sea por su dinero, por su influencia, o por su prestigio; el presidente era un primus inter pares, aún cuando Uriburu y Justo hicieron un gran esfuerzo porque todo el poder recayera sobre ellos. El PDN formaba una alianza permanente llamada Concordancia con la Unión Cívica Radical Antipersonalista y el Partidos Socialista Independiente, dos grupos liberales conservadores, que influían exclusivamente a través del prestigio de sus líderes, y que nunca arriesgaron a presentarse a elecciones sin el paraguas conservador.
En segundo lugar, la Unión Cívica Radical, que continuamente parecía a punto de demostrar que era mayoría a nivel nacional, y en la realidad nunca lo logró: había logrado mostrar algo muy parecido en 1931 con la elección bonaerense de Pueyrredón, y en algunas ocasiones vencieron a la maquinaria del fraude, como en Córdoba y Tucumán. Pero de las varias veces en que tuvo la oportunidad de presentarse a elecciones sin proscripciones ni que sus candidatos fueran arrestados, sólo ocasionalmente lograron la victoria, y nunca amenazaron seriamente al régimen. Por lo demás, el partido estaba organizado sobre una base yrigoyenista con unos pocos dirigentes antipersonalistas en la cima, empezando por Alvear.
Por detrás de los dos partidos que se disputaban el poder, el Partido Socialista logró algunos buenos resultados electorales y una importante participación en el Congreso –llegó a contar con 43 diputados– pero eso sólo duró mientras los radicales mantuvieron la abstención; en cuanto volvieron al ruedo, los electores prefirieron votar a la UCR. El Partido Demócrata Progresista se había presentado como una opción liberal a los conservadores en la década de 1910, pero rápidamente había quedado focalizado en la provincia de Santa Fe; en la década del 30 recorrieron una vez más el mismo camino, y apenas si destacaron un poco más por haber logrado –una única vez– conquistar la gobernación, y por la actuación estelar de De la Torre en el Senado. El Partido Comunista, en cambio, que no tenía una actividad política comparable y se limitaba a seguir las indicaciones del Partido Comunista de la Unión Soviética, tenía una participación electoral casi nula.
Por fuera de los partidos nacionales, algunos partidos provinciales lograron trascender. No fue el caso de la Unión Cívica Radical Lencinista en Mendoza, que perdió influencia y se fue diluyendo, sin poder hacerle sombra a los demócratas. En cambio, la Unión Cívica Radical Bloquista logró colocar dos gobernadores en San Juan y llevar adelante una progresista política social y de infraestructura –por ejemplo, tuvieron la primera mujer legisladora en la historia del país– antes de que los demócratas le cargasen todo el peso del fraude, las presiones y la violencia, y les impidieran acceder al gobierno. La Bandera Blanca, en Tucumán, había hecho un excelente gobierno municipal antes de la crisis económica y del golpe de Estado, pero cuando tuvo la oportunidad de repetirlo a nivel provincial no supo manejar la crisis económica.

### Movimientos ideológicos
Entre los grupos ideológicos, cabe mencionar primero los grupos dentro de la Federación Universitaria Argentina, donde los que deseaban continuar con la Reforma Universitaria en las condiciones en que se encontraba el país debían hacer frente a quienes afirmaban que esa Reforma no tenía ningún sentido si no era precedida o no desembocaba en una reforma integral de la sociedad; a este grupo pertenecían, por ejemplo, Héctor P. Agosti y Ernesto Sábato. Por fuera de ambos grupos, el Frente de Afirmación del Nuevo Orden Espiritual pretendían una salida espiritualista a la crisis; allí figuraron Saúl Taborda, Carlos Astrada, José Babini, José Luis Romero, Jorge Romero Brest, Jordán Bruno Genta y Alberto Baldrich, cada uno de los cuales hizo el resto de su trayectoria intelectual en distintas direcciones.
En la izquierda, por fuera de las estructuras partidarias y concentrados en la producción intelectual, destacaron Deodoro Roca y Saúl Taborda, que hicieron todo el trabajo intelectual que el PC se negaba a hacer.
Quizá el grupo intelectual más influyente haya sido la Fuerza de Orientación Radical de la Joven Argentina (FORJA), inicialmente formando parte de la UCR y luego independizándose de ella para formar en las filas de un nacionalismo no fascista y participar en todas las polémicas de las siguientes cuatro décadas; allí formaban Raúl Scalabrini Ortiz, Homero Manzi, Gabriel del Mazo, Luis Dellepiane, Héctor Maya, Atilio García Mellid y Arturo Jauretche.
La extrema derecha, que tuvo su cuarto de hora con la presidencia de Uriburu, estaba inicialmente más identificada con la dictadura de Miguel Primo de Rivera en España que con el fascismo y el nazismo. Las agrupaciones más importantes fueron la Legión Cívica Argentina y la Alianza de la Juventud Nacionalista. Sin embargo, el fascismo y el nazismo avanzaron lentamente a lo largo de todo el período, y sólo se hicieron más prudentes al estallar la Segunda Guerra Mundial. Básicamente, estaban formados por una estrecha capa dirigente intelectual –proveniente de todos los partidos políticos por igual– y por un gran universo de activistas dedicados a los desfiles con uniformes e insignias y a las peleas callejeras, que se hicieron demasiado habituales.

### Grupos de presión
Entre los grupos de presión, en primer lugar debe mencionarse al sindicalismo: pocos días después del golpe de Estado se había fundado la Confederación General del Trabajo (CGT), con la pretensión de reemplazar a todas las centrales obreras, cosa que terminó logrando. De todos modos, el movimiento obrero siguió estando dividido en dos grandes grupos: los socialistas –muy activos y exitosos en el campo laboral, pero a quienes el PS impidió siempre competir contra la dirigencia del partido, formada básicamente por abogados y médicos– y los antiguos anarquistas, que habían evolucionado en un movimiento "sindicalista", es decir centrado en las reivindicaciones laborales y sin ambiciones políticas. Cuando los socialistas intentaron copar la CGT, estos últimos refundaron la Unión Sindical Argentina (USA).
Un segundo grupo de presión fundamental en este período fue la Iglesia católica, que alcanzó su mayor grado de influencia desde la época colonial y defendía el llamado «mito de la nación católica», convencida de que la victoria definitiva sobre el laicismo estaba al alcance de la mano. A pesar de que la fundación de la Acción Católica Argentina parecía invitar a los laicos a hacerse cargo de la defensa de la Iglesia, toda la acción católica visible estaba en manos de un clero con un prestigio interno muy superior a sus antecesores: obispos como Gustavo Franceschi y Santiago Copello, o los presbíteros Leonardo Castellani y Julio Meinvielle eran verdaderas estrellas de la intelectualidad católica.
El tercer gran grupo de presión era el Ejército Argentino, y casi exclusivamente el Ejército: la influencia de la Armada había caído considerablemente, debido a que tenía una formación ciegamente anglófila, y a que la acción política de sus oficiales no era considerada necesaria al Reino Unido, que controlaba la cabeza del Estado. En cambio los oficiales del Ejército, que por décadas se habían inspirado en las academias militares alemanas, oscilaban entre la postura mayoritariamente anglófila de las clases altas, el militarismo profesional, en gran parte abandonado por el golpe de Estado, y el nacionalismo. Dentro del sector nacionalista, existía una minoría bastante abultada con tendencia a la extrema derecha, incluyendo simpatías por el fascismo, el franquismo y el más crudo nazismo. El Ejército, que había proclamado durante décadas su neutralidad política absoluta y su profesionalismo, había entrado de lleno en la política con el golpe del 30 y seguía siendo un grupo de presión a tener en cuenta. Algunos oficiales en actividad habían formado grupos de presión de extrema derecha, como los generales Juan Bautista Molina, Juan Carlos Sanguinetti y Emilio Kinkelín. Entre los oficiales superiores con un grado menor de simpatía por la extrema derecha –pero, sin duda, admiradores de sus formas externas, discursos y desfiles– se contaron el general Pedro Pablo Ramírez y el teniente coronel Juan Domingo Perón. Más que los generales, que tenían preocupaciones e intereses puramente políticos, se había ido formando una generación de oficiales intermedios descontentos con la degradación institucional del Ejército y del Estado, y profundamente preocupados por la corrupción y el fraude reinantes, y por la posibilidad de que los gobiernos argentinos, acríticamente seguidores de los intereses británicos y estadounidense, terminasen por lanzar a la Argentina en una guerra en la que sostenían que ningún interés podía tener la Argentina. En marzo de 1943, un grupo de coroneles y teniente coroneles, del que formaba parte Perón, fundó el GOU –que podía significar tanto Grupo de Oficiales Unidos como Grupo Obra de Unificación– y que tendría un papel preponderante en el golpe de Estado producido menos de tres meses más tarde y en la dictadura surgida del mismo.

## Arte, música y literatura
Si en lo social, económico y político este período fue, efectivamente, un período lleno de hechos infames, en la vida artística fue –en varios sentidos– uno de los períodos más prolíficos en producción y en renovación.

### La edad de oro del tango
El año 30 encuentra a Carlos Gardel en la cima de su fama, que oculta en gran medida a los demás músicos de tango; su muerte en un accidente aéreo durante una gira internacional fue una gran pérdida, pero permitió visibilizar a la guardia nueva del tango, que en pocos años llegará a su "edad de oro", con la consagración definitiva de Francisco Canaro y otros directores de gran renombre, empezando por Julio de Caro, el renovador de los años 20, que todavía alcanzaría a introducir nuevos sonidos y estilos de composición, Osvaldo Fresedo, cuya popularidad no decaía. Aparecieron además orquestas más grandes, con nuevos giros creativos, como las de Juan D'Arienzo, Juan de Dios Filiberto, y –sobre todo– Aníbal Troilo. Desde finales de los años 30 y principios de los 40, se suman Osvaldo Pugliese, Ángel D'Agostino. Y también la consagración de cantantes del calibre de Agustín Magaldi, Ignacio Corsini y, más tardíamente, Alberto Castillo.
Es también el tiempo de grandes poetas como Enrique Santos Discépolo y Homero Manzi, que además de otorgarle una gran profundidad a las letras de tango fueron personajes políticamente comprometidos, o los casos de Pascual Contursi y Homero Espósito. Creció también la popularidad de las intérpretes femeninas: Sofía Bozán continuó su trayectoria exitosa iniciada en el período anterior, pero se sumaron Azucena Maizani, Tania, Libertad Lamarque, Tita Merello, Ada Falcón, Juanita Larrauri y Nelly Omar.
Toda esta explosión sólo fue posible por la generalización del uso de la radio. Por sistema, las radios emitían tres clases de programas, que se alternaban el tiempo de "aire": el radioteatro, la música –casi exclusivamente tango y milonga– y los boletines informativos, estos últimos mucho más escuetos que los de años posteriores. Y por fuera de la radio, aparecía como nuevo medio de difusión el cine, que ya llevaba algunas décadas de desarrollo en el exterior, pero que en la Argentina produjo su primer largometraje sonoro en el año 1933, que –sintomáticamente– se llamaba simplemente ¡Tango!.
Volviendo al año 1935, el entierro de Carlos Gardel alcanzó dimensiones épicas, y –junto con el Congreso Eucarístico– inauguró las grandes concentraciones humanas que darían el tono a la movilización popular durante el siguiente medio siglo.
Mientras tanto, en las provincias del interior, el folklore musical ya había dado sus primeros pasos en cuanto a difusión local y la organización en estilos por parte de Andrés Chazarreta, pero aún faltaba un tiempo para su renovación y la difusión a nivel nacional. Sin embargo, hacia el final del período surgieron las primeras estrellas del folklore, con Atahualpa Yupanqui, los hermanos Ávalos y Buenaventura Luna, que se refugió en Buenos Aires tras huir de una prisión en la provincia de San Juan.

### Literatura
Durante la mayor parte del período, la literatura estuvo escindida en dos movimientos literarios; algunos testimonios afirman que la formación de esos movimientos era más bien una broma, o una ironía acerca de la abundancia de movimientos rivales en Europa. Pero la división que se dio oficialmente en la Argentina –más bien en Buenos Aires– tenía un sustrato real: el grupo de Florida estaba formado por escritores de la clase alta, a los que les interesaba más la forma que el mensaje, y que miraban más hacia Europa que hacia la realidad social de su país. El grupo de Boedo, en cambio, estuvo formado por escritores provenientes de la clase media, a quienes preocupaba más el mensaje de denuncia social que el formalismo estético.
Al grupo de Florida, que publicaba sus trabajos y opiniones en la revista Martín Fierro –y a sus continuadores estéticos cuando el grupo se disolvió y la revista dejó de publicarse– corresponden autores como Ricardo Güiraldes, Jorge Luis Borges, Adolfo Bioy Casares, Manuel Mujica Láinez, Oliverio Girondo, Leopoldo Marechal, Raúl González Tuñón, Conrado Nalé Roxlo, Abelardo Arias y Silvina Bullrich. En general, fueron partidarios de los gobiernos de la Concordancia y de que la Argentina ingresase en la guerra en el bando de los Aliados. Tras el suicidio de Lugones en 1938, este grupo se apuró a consagrar a Borges como el más destacado escritor vivo.
El grupo de Boedo, que publicaba a través de la Editorial Claridad, tuvo entre sus miembros a Leónidas Barletta, César Tiempo, Elías Castelnuovo, Raúl González Tuñón, Roberto Mariani, Álvaro Yunque, Roberto Arlt –fallecido en 1942–, Enrique Amorim y Eduardo Mallea.
Al principio del período todavía estaban activos Horacio Quiroga, Lugones, Ezequiel Martínez Estrada y Gustavo Martínez Zuviría, quizá el más destacado de los escritores antisemitas y filofascistas.

### Artes plásticas
A pesar del fallecimiento de artistas tan consagrados como el paisajista cordobés Fernando Fader, el período fue especialmente rico y lleno de renovaciones y cambios. Entre los pintores, el Grupo de París, formado en el período anterior, alcanzó su cumbre creativa; a él pertenecieron Emilio Pettoruti, Juan del Prete y Xul Solar, continuadores de la obra surrealista del catalán Juan Battle Planas. Por fuera de ese grupo, Raúl Soldi, Lino Eneas Spilimbergo, Raquel Forner o Antonio Berni eran ya artistas consagrados, pero alcanzaron en este período su madurez estilística. Más tarde apareció el Grupo Orión, con pintores neorrománticos con detalles surrealistas, como Vicente Forte o Bruno Venier.
Esta fue, también, una época en que la pintura de inspiración social alcanzó nueva fuerza, con obras inspiradas en la situación social de los más pobres, especialmente notables en Antonio Berni, y en una medida algo menor en el caso de Spilimbergo. Entre los dibujantes de esta tendencia, comenzó a figurar Juan Carlos Castagnino, que tampoco desdeñó la pintura, y muy especialmente Benito Quinquela Martín, el pintor del barrio y el puerto de La Boca, y de los trabajadores en sus puestos de trabajo.
Entre los pintores no figurativos predominaron los dedicados a formas geométricas, como en los casos de Arden Quin y Gyula Kósice.
Entre los escultores, la figura de Rogelio Yrurtia no tiene competencia, a pesar de la importancia de los trabajos de José Fioravanti, Alberto Lagos o Pablo Curatella Manes.

## Golpe militar del 4 de junio de 1943
A partir de que Estados Unidos fuera atacado por Japón en 1941 y obligado a salir de su neutralismo frente a la Segunda Guerra Mundial, la potencia del norte comenzó a presionar duramente a los países latinoamericanos para hacer lo mismo. La oposición entre los partidarios de combatir en la Segunda Guerra Mundial o mantener la neutralidad, se acentuó. Por su parte, el control del Ejército y su apoyo al gobierno se volvió cada vez más precario desde la muerte del general Agustín P. Justo el 11 de enero de 1943.

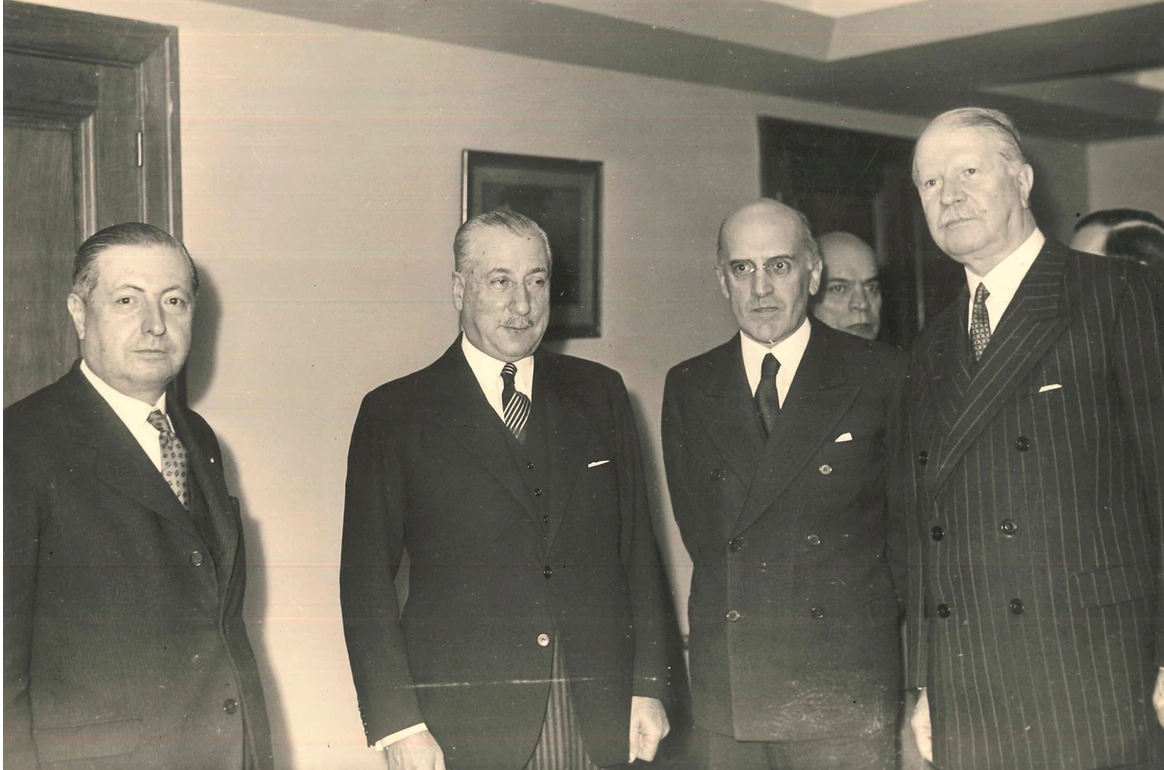
Robustiano Patrón Costas y Manuel de Iriondo, los candidatos pensados por Ramón Castillo para la presidencia y la vicepresidencia de la Argentina al terminar Castillo su mandato.

Como venía sucediendo desde la dictadura del general Uriburu, frente a las elecciones venideras (1943) el presidente Castillo había comenzado a organizar un fraude en gran escala para imponer la fórmula conservadora integrada por Robustiano Patrón Costas y Manuel de Iriondo. Las conocidas inclinaciones aristocráticas y autoritarias de Patrón Costas, así como su posición pública favorable a hacer ingresar a la Argentina a la Segunda Guerra Mundial, movilizaron a sectores de los más diversos orígenes.
El presidente Ramón Castillo había enfrentado varias conspiraciones militares e intentos fallidos de golpe de Estado y en ese momento se estaban produciendo varias conspiraciones cívico-militares (como la del GOU, la que llevaban adelante el radical Ernesto Sanmartino y el general Arturo Rawson, las operaciones que llevaba adelante el radical unionista Emilio Ravignani, etc.). Sin embargo el golpe del 4 de junio de 1943 no fue previsto por nadie y se realizó con una gran dosis de improvisación y, a diferencia de todos los golpes que se produjeron en el país, casi sin participación civil.
El hecho concreto que desencadenó el golpe militar fue la renuncia que el presidente Castillo le exigió el 3 de junio a su ministro de Guerra, el general Pedro Pablo Ramírez, por haberse entrevistado el 26 de mayo con un grupo de dirigentes de la Unión Cívica Radical que le ofrecieron la candidatura a presidente en las elecciones que se avecinaban, encabezando la Unión Democrática, una alianza que el ala moderada del radicalismo (los unionistas) estaba tratando por entonces de concretar junto al Partido Socialista y el Partido Demócrata Progresista con apoyo del comunismo.
El golpe se decidió el día anterior en una reunión en Campo de Mayo dirigida por los generales Arturo Rawson y Pedro Ramírez. Tiene interés histórico mencionar que no participaron de esa reunión ni el general Edelmiro Farrell ni el coronel Juan Domingo Perón, quienes serían más adelante los conductores máximos de la Revolución del 43; Farrell porque se excusó de participar del grupo golpista por razones personales cuando fue invitado por el general Rawson, y Perón porque no pudo ser hallado.
Durante esta época, se estiló el uso de la picana eléctrica y la persecución de la oposición, para asesinarlos y posteriormente esconderlos en galpones abandonados donde posteriormente fueron encontrados cientos de cadáveres.
En la madrugada del 4 de junio salió de Campo de Mayo, al noroeste de la Ciudad de Buenos Aires, una fuerza militar de 8.000 soldados encabezada por los líderes del levantamiento: los generales Arturo Rawson y Elbio Anaya, los coroneles Emilio Ramírez y Fortunato Giovannoni y el teniente coronel Tomás A. Ducó. Al llegar a la Escuela de Mecánica de la Armada, en el barrio de Núñez, la columna fue atacada por fuerzas leales atrincheradas allí, resultando del combate 30 muertos y 100 heridos. Rendida la ESMA el presidente Castillo se embarcó en el rastreador Drummond con orden de alejarse en dirección a Uruguay, dejando sola la Casa Rosada donde ingresaron los generales Juan Pistarini, Armando Verdagauer, Pedro Pablo Ramírez y Edelmiro Farrell, y los almirantes Sabá H. Sueyro y Guisasola, quienes recibieron a la columna rebelde poco después del mediodía, asumiendo el general Arturo Rawson como presidente.
El triunfo de los insurrectos resultó innegable, y Castillo desembarcó al día siguiente en La Plata, donde firmó su renuncia.
En un primer momento todas las fuerzas políticas y sociales apoyaron el golpe, con mayor o menor entusiasmo, con la única excepción del Partido Comunista. Lo mismo sucedió con Gran Bretaña y Estados Unidos que recibieron el golpe «con gritos de satisfacción», según refiere Sir David Kelly, embajador británico en Argentina en ese momento. La embajada alemana, por el contrario, quemó sus archivos el día anterior.

## En la cultura popular
La película de María Luisa Bemberg Miss Mary (1986) se desarrolla en esta época, mostrando la hipocresía y los convencionalismos sociales excesivos de la oligarquía dominante.